# 陰蒂
陰蒂（Clitoris，又稱阴核），是位於哺乳類和鸵鸟等动物身上的雌性性器官。人类陰蒂的肉眼可見部分（陰蒂頭）形似按钮，且位於小陰唇前方會合處附近、尿道口之上。陰蒂不像同源的阴茎般包含用以排尿的尿道末端構造，且其一般沒有生殖上的功能；不過少數動物能透過陰蒂排尿或輔助生殖——斑點鬣狗便是其中之一，其陰蒂相對較大，且能透過其來排尿、交配和分娩。像狐猴和蜘蛛猴般的哺乳動物的陰蒂亦相對較大。
陰蒂是女性最為敏感的性部位，且在解剖學的角度而言其是女性性快感的最主要來源，對於人类等哺乳類動物而言，它是從胚胎的生殖结节發展而成的，該結節最終發展成陰莖還是陰蒂則取決於「睾丸决定因子存在與否」這點，睾丸决定因子是一種由Y染色體上的基因獨立編碼的蛋白質。陰蒂的結構複雜，且其大小和敏感度可能因人而異。女性陰蒂的頂端（陰蒂頭）形狀尺寸大致如同豌豆，並已有估計指其擁有超過8000條的感覺神經末梢。除人類外，雌性海豚也有功能性的陰蒂。
在性學、心理學和醫學上，陰蒂仍是某些爭議的核心；它亦是部分社会建构主义研究和分析的核心議題 。該些探討主題包括陰蒂的生理结構、性別不平等現象、残割女性生殖器，以及G點是否只是陰蒂的延伸。儘管人類陰蒂唯一已知的用途就是提供性快感，但研究者之間仍對其在生殖上所發揮的作用，以及「其是一種痕跡器官還是適應的產物」这些問題存有爭議。不同社会對陰蒂的认知存有差異，差異點包括陰蒂對女性性快感的重要性、人們對陰蒂理想尺寸和深度的假定，以及對阴蒂整形術的看法（其包括阴蒂增大术、陰蒂穿洞、阴蒂切除術）。女性會因美觀、健康以及文化等理由而進行陰蒂整形術。
文化觀念會顯著影響社會對陰蒂的認識。研究指出，對其存在的了解和解剖學知識明顯較其他性器官為少；此外，在教育中多教授關於陰蒂的知識能有助減輕針對女性身體和性快感的社會污名，因為這能化解「陰蒂与女陰在外观上不讨喜」、「女性一旦自慰便會犯禁」以及「男人应要掌握和控制让女性高潮的技巧」等固有觀念。

## 詞源

### 英文
《牛津英語詞典》指出「clitoris」一詞有可能源於古希臘語（kleitoris），也可能源於動詞（kleiein，意指使之閉合）。「clitoris」在希臘語中亦有「鑰匙」之意，這顯示古代解剖學家認為它是女性之性的「鑰匙」或「關鍵」。《線上英語詞源學詞典》則指出除了「鑰匙」之外，其他可能的希臘語詞源還包括一個意思為「門閂」或「鉤子」的名詞、一個意為「以能撩起情慾的方式撫摸和挑逗」的動詞、一個意為「抓痒」的動詞（德語中的「der Kitzler」為陰蒂的同義詞，但其亦可指「抓痒的人」，不過「抓痒」此一動詞源於陰蒂的可能性較大）、一個意為「小山的一側」的名詞（	
其詞根跟性高潮的英語「climax」一樣）。《牛津英語詞典》亦指出「clitoris」的縮寫「clit」為美國首創，其於1958年在印刷物中首次使用後便一直沿用之；1958年之前的常用縮寫則為「clitty」。
陰蒂的复数詞分别為「clitorises」（英語）和「clitorides」（拉丁語）。其拉丁語属格為「clitoridis」，陰蒂頭的拉丁語「glans clitoridis」便是其中一個運用了此一属格的例子。在醫學和性學文獻中，研究者有時會以「女性的陰莖」或「偽陰莖」代指之；陰蒂一詞於很多時候指的僅僅是陰蒂頭本身。

### 中文
陰蒂在中國古代醫學典籍中的稱呼包括「璿台」、「俞鼠」、「雞舌」，《素女經》中曾提及過俞鼠：「男欲求女，女欲求男，情意合同，俱有悅心，故女質振感，男莖盛男熱，營扣俞鼠」。璿台一詞則在《洞玄子》中出現過：「下視金沟，抚拍肚乳之間，摩挲璿台之側……或以陽鋒沖筑璿台，其勢若鉄杆之投药臼，其勢三也」。美國史丹福大學歷史系博士黃克武認為「陰核」一詞是中華民國大陸時期經翻譯日本、西方著作而傳入的。

## 結構

### 發展

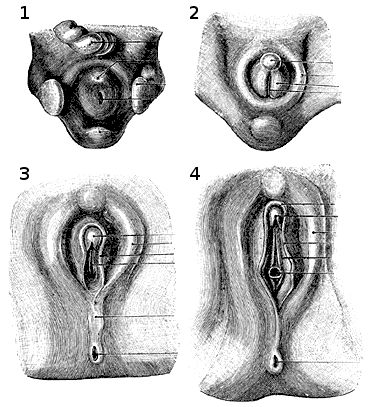
陰蒂發育的過程

對於哺乳類動物而言，精子所攜帶的性染色體（X染色體及Y染色體）會影響個體最終發育成雌性（XX）還是雄性（XY） 。Y染色體上含有一段名為SRY基因的性別決定基因，其編碼着睾丸决定因子（Tdf）此一转录因子，並會誘使胚胎產生睾酮和抗穆氏管荷爾蒙，促使其發育成雄性。性別分化會於受精後的第8-9週開始。一些文獻稱其會持續至受精後的第12週；而另一些則稱到了第13週便能明顯分其雌雄，之後再過3週（第16週）性器官便會發育完全。
陰蒂從胚胎中一個稱為「生殖結節」的原始交接器原基發育而成。生殖結節會依據初期其所接觸的雄激素量，來決定其最終發育成陰蒂還是陰莖。由於陰蒂是從跟龜頭和陰莖體相同的胚胎組織發育而成，所以其跟陰莖在生物學上屬同源器官。
如果生殖結節於初期暴露於睾酮之下，其便會延展成陰莖。過程中尿生殖褶會發生融合，有助於陰莖腹侧尿道沟的形成；尿殖竇會完全閉合，形成海綿體尿道；阴唇阴囊隆起則會癒合成阴囊。如果生殖結節初期的環境並沒有睾酮，那麽其會發育成陰蒂；生殖結節發育成陰蒂的初期速度相對較快，然後其便會漸漸慢下來。在此一情況下，尿殖竇會發育成阴道前庭；兩個尿生殖褶會發育成小陰唇；阴唇阴囊隆起則會擴張，並發育成大陰唇。若陰蒂所接觸的雄激素量遠高於平均值，那麼該名女性的陰蒂便有可能變得過於肥大。

### 一般結構和組織學評估

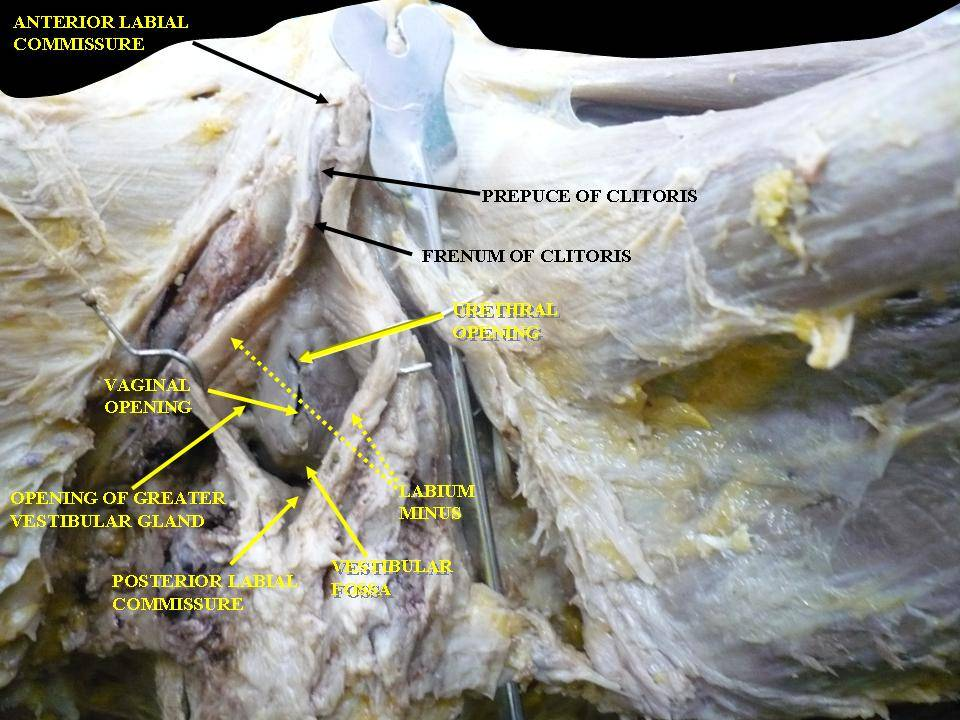
經過深度解剖的陰蒂

陰蒂可分為內外兩部。它是由陰蒂頭、陰蒂體（由兩個稱為陰蒂海綿體的勃起組織構成）、兩個阴蒂脚、陰蒂包皮（小陰唇的一部份）以及前庭球所組成。陰蒂頭的下面附著一條阴蒂系带，該系帶為小陰唇两侧部分的延伸。陰蒂體亦被稱為阴蒂幹；而陰蒂頭至陰蒂體之間的细长部分也可稱為「軀幹」（shaft）。該部分為陰蒂頭提供支持，而其外形可以透過陰蒂包皮看出。
研究表明陰蒂組織能延伸至陰道前壁。安卡拉等人指出：「組織學對陰蒂的評估是不完整的，因為多年來研究者一直視陰蒂為一個低級且毫無功能可言的器官；此一情況對於陰蒂海綿體而言更是如此……巴斯金等人在把陰蒂解剖、染色後，利用成像軟件觀察該些連續切片標本的雄性化程度。結果顯示陰蒂的神經遍佈（屍體的）整個陰蒂體」。
陰蒂、前庭球、小陰唇以及尿道跟兩種在組織學上屬不同類型的血管組織（與血管有關的組織）有所牽涉。其一為由海綿體神經支配並具有小梁的勃起組織。該組織为海綿組織，充血時会把陰蒂和前庭球的血管間隙填滿。血管內皮的下方為平滑肌。克萊爾等人的研究發現，被海綿組織包圍的女性尿道腔可能「具有跟陰蒂和前庭球截然不同的血管組織，在肉眼底下其色澤比上述兩者的血管組織蒼白」。另外一種血管組織並非勃起組織，並可能包含散佈在纖維狀基質的血管，且只有少量平滑肌。

### 陰蒂頭和陰蒂體

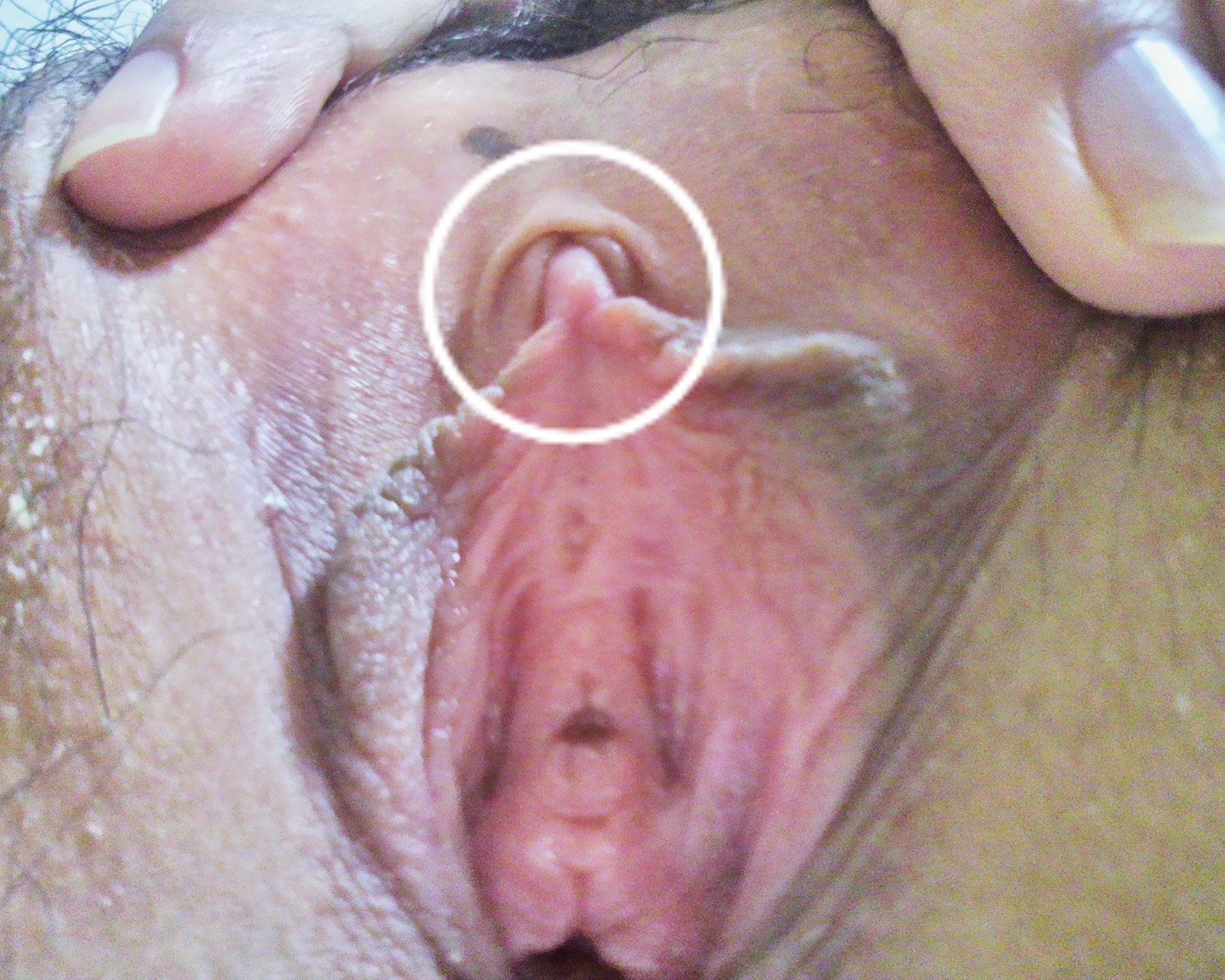
一個顯露於外的陰蒂头

高度受神經支配的陰蒂頭位於陰蒂體的末端，形成一個纖維血管帽（fibro-vascular cap）。其形狀尺寸一般如同豌豆，儘管有些人的陰蒂頭大小會有所增減。研究者一般都會估計稱它或整個陰蒂擁有8000條的感覺神經末梢。現有研究對於「陰蒂頭是否由勃起組織所構成」仍存有爭議。雖然陰蒂體在性興奮時會充血，令陰蒂頭勃起，但一些文獻稱陰蒂頭和小陰唇並非由勃起組織所組成，對於陰蒂頭的情況而言更是如此。它們指出陰蒂頭和小陰唇的血管分散在纖維狀基質內，且上述兩者只有極少量的平滑肌；或指陰蒂頭為一個「置中兼神經密集的非勃起組織」。
此外亦有文獻宣稱陰蒂頭是由存在於小陰唇內的勃起組織所組成。陰蒂頭的血管間隙不像陰蒂體般明显，且其被平滑肌分隔的程度比陰蒂體和阴蒂脚的高。儘管小陰唇當中並不存在任何脂肪組織，但有描述稱其可能是由致密结缔组织、勃起組織和弹性纤维所構成。

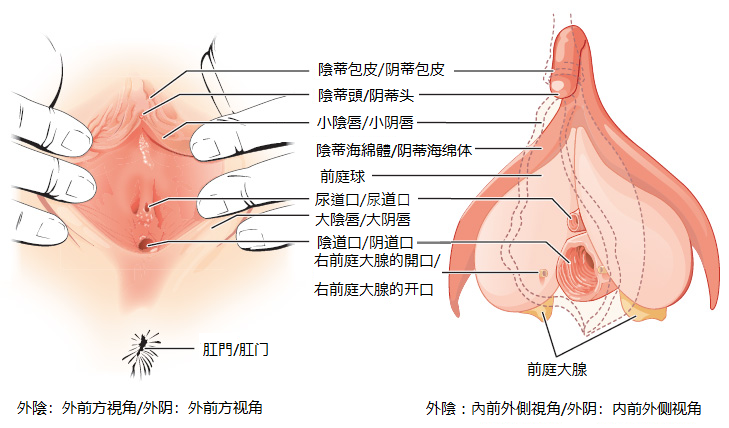
外陰的結構，当中包括陰蒂的內外兩部

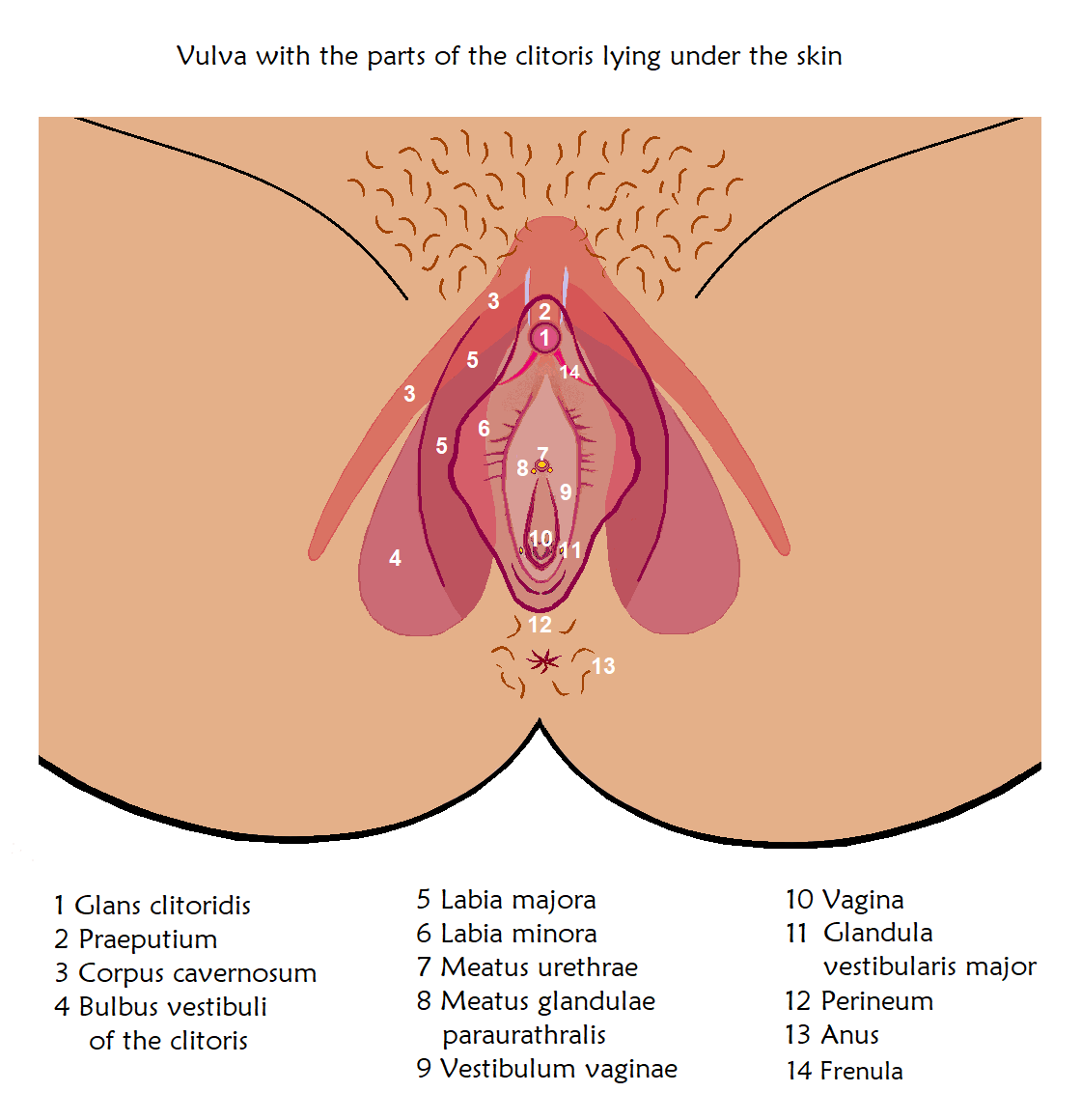

陰蒂體形似叉骨，內含一對勃起組織——陰蒂海綿體，在阴蒂勃起期間其包含的血液量位居整個陰蒂的首位。兩個陰蒂海綿體皆被富有弹性纤维的结缔组织白膜所圍繞。它們倆於中央面受到梳狀中隔不完全地分隔；梳狀中隔為結締組織的延伸。
兩個陰蒂體在其曲線方向反轉前還會延伸多數厘米，形成一对呈倒V形的阴蒂脚。阴蒂脚位於陰蒂體的近侧部分。位於陰蒂體末端的陰蒂頭尖端向前彎曲，使其跟恥骨遠離。每個阴蒂脚跟相應的坐骨支相連；該些坐骨支為海綿體下方的耻骨降支的延伸。隱藏在小陰唇後方的阴蒂脚根部可能會附著耻骨弓，亦可能會處於其正下方。除此之外，阴蒂脚還跟尿道海綿體、會陰海綿體、神經和血管網絡、陰蒂懸韌帶、肌肉和盆底有所聯繫。
儘管迄今仍沒有證據顯示陰蒂頭的大小跟女性的年齡、身高體重、有使用荷爾蒙避孕法與否，以及是否進入更年期有關，但已產過子的女性的陰蒂可能相對較大。相關文獻一般視陰蒂頭的大小為2毫米至1厘米之間，而對其橫状面或矢状面的長度估計则落在4至5毫米之間 。
就個別研究的情況而言，一項於1992年發表的研究得出以下結論：包括陰蒂頭和陰蒂體在內，整個陰蒂的長度為16.0±4.3毫米。當中的16.0毫米為平均值，4.3毫米為標準偏差。在2003-2004年間，伊麗莎白·加勒特·安德森婦產科醫院進行了一項有關女性生殖器結構的研究，研究者於當中找來50名年齡介乎18-50歲的女性作研究對象；平均年齡為35.6歲。結果顯示陰蒂頭的大小介乎3-10毫米之間，平均值為5.5毫米。除此之外，還有一項研究量度了陰蒂體等器官的長度，结果顯示陰蒂體的長度介乎5-7厘米之間；若與陰蒂腳一起量度，總長度則達10厘米或以上。

### 陰蒂包皮

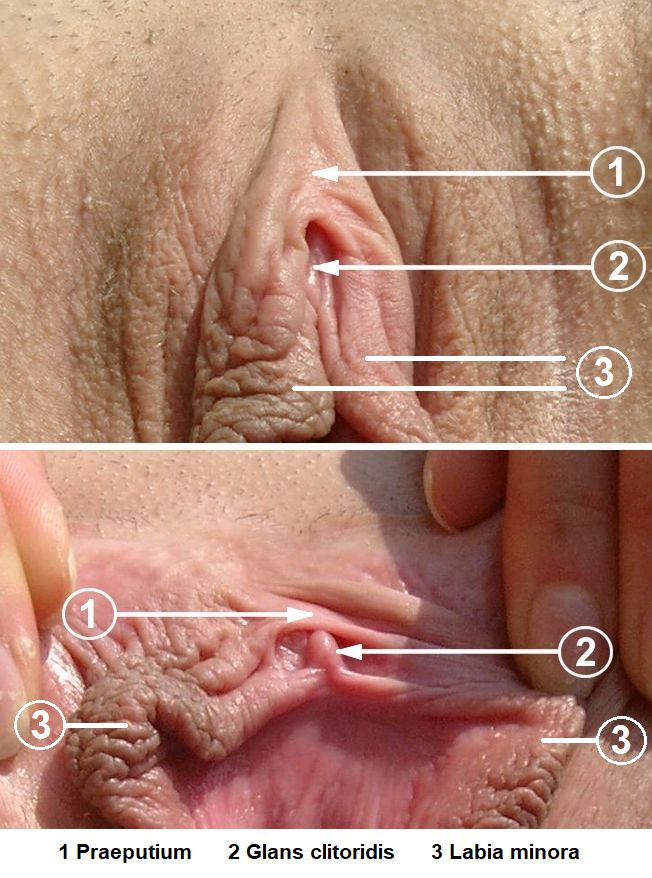
陰蒂包皮（1）與陰蒂（2）。下方為阴唇分開後的圖像。

陰蒂包皮於大陰唇邊緣跟阴阜下邻的連合處伸出；它的一部分是由小陰唇的上外部褶皺所構成，並覆蓋着陰蒂頭及外部軀幹。陰蒂包皮覆蓋着陰蒂頭的程度因人而異——從遭陰蒂包皮完全覆蓋，到完全曝露於外界中。小陰唇的組織亦對陰蒂頭底部起了一個覆蓋作用。

### 前庭球
與陰道前庭相比，前庭球跟陰蒂之間的關係明顯較大，因為兩者的小樑和勃起組織相對較類似；而小梁組織並不存在於其他女性性器官中。小梁能使勃起組織在性興奮期間充血和膨胀。研究者一般將前庭球的位置描述成「跟陰道兩側的陰蒂海綿體接近，且位於大陰唇之下」。充血時其會緊套着陰道口，並使外陰向外擴張。雖然眾多文獻表示其圍繞著陰道口，但琴逑等人則指事實並非如此，並指前庭球的勃起組織沒有受到白膜所包覆。克萊爾等人同樣评估過前庭球的解剖結構，並得出結論：「前庭球在远端尿道的上方拱起，因此我們可以估計什麽結構能夠被稱為女性的『尿道球部』」。

### 與陰道的關係
一項調查陰蒂的大小的研究在2005年發表，當中認為陰蒂組織延伸至陰道前壁。澳大利亞泌尿科醫師兼該研究的負責研究者奧康奈爾稱，主流醫學界專業人士已開始重新關注和定義陰蒂。他在利用核磁共振成像（MRI）進行研究時，發現陰蒂腳/根部與陰蒂球的勃起組織、陰蒂海綿體、尿道以及陰道之間的直接關係。一些利用超聲波協助進行的研究則發現，在聲稱能在陰道性交期間達到性高潮的女性當中，找到了G點存在的生理證據；奧康奈爾指出陰蒂與陰道之間的聯繫就是一直處於假設狀態的G點和陰道高潮的生理解釋：因插入陰道期間對「內陰蒂」部分的刺激而導致。她指：「事實上，陰道壁就是陰蒂。如果揭去陰道壁兩邊的皮膚，你就會看到陰蒂的球莖體：三角形，月塊狀的勃起組織」。奧康奈爾等人對女性屍體的生殖器進行了解剖，並使用攝影器材去協助繪製陰蒂的神經結構，他們察覺到陰蒂不僅僅只是它的陰蒂頭，它只是整個陰蒂的一小部分。並在1998年宣稱，與陰蒂相關的勃起組織比起在解剖學教科書中所描述的還要多。他們更得出結論，部份女性擁有分佈範圍較為廣泛的陰蒂組織和神經；他們較常在年輕屍體中觀察到這種情況。因此雖然大多數女性只能通過直接刺激「外陰蒂」來達至性高潮，但是對一部分人而言，可能能以性交刺激分佈範圍較廣的陰蒂組織。
普波這一位醫師則反指儘管陰蒂是女性性快感的主要來源，但「陰道和陰蒂之間存有解剖學上的關係」的說法並沒有證據證明，並對奧康奈爾等研究者就陰蒂的解剖學描述，以及所使用的用語感到不滿。他指出內陰蒂根本不存在，並指在陰道性交時，陰莖不能接觸到眾神經/靜脈的匯集點，以及陰蒂（由科貝爾特詳述）或陰蒂根部（其不具有感覺受體或敏感性）。普波的觀點與一般研究者相反，研究者一般相信陰道高潮是刺激陰蒂所致的。
此外也有理論稱「G點類似於陰莖根部」。研究者基利切夫斯基稱此一理論是基於以下推論：在沒有受雄性激素影響下，胎兒發育的「預設」發育方向為向雌性發展，因此在本質上，陰莖不過是因這種激素而變大的陰蒂而已。他認為，在演化長河的歷程中，沒有任何特殊的理由會把雌性產生高潮的身體構造分為兩部分。按照進化論假說，大部份人難以實現陰道高潮的原因可能是「以減少陰道神經末梢的數量此一策略，去減輕分娩時的痛楚」，但此一論點卻與「利用陰道高潮，鼓勵性交，以促進繁殖。」矛盾，因而備受挑戰。罗格斯大学在2011年發表的一項研究卻為「G點獨立存在說」提供了支持證據，當中測量了當女性生殖器受到刺激時大腦感覺區出现的變化。該研究要求一些女性在功能性磁共振成像機中對自己進行性刺激：研究小組因此發現在獨立刺激陰蒂、子宮頸以及陰道（G點區域）時，感覺皮質的活化區域會各有不同。這意味著在分别刺激以上三個區域時，大腦所流露出來的感受會有所不同 。研究的負責人柯米沙魯克表示：「我認為大部分證據都在顯示G點不是一樣獨立存在的事物……G點更像是紐約市這樣的地區，一樣是由許多组织结合而成」。

### 與陰莖的異同
陰蒂與陰莖的解剖結構大致相同，儘管人類及大多數動物的陰蒂並不包含用以排尿的尿道。男性也有「陰蒂」的假設最早由研究者塞夫黎於1987年提出，她的推論指陰莖海綿體事實上就是陰蒂的對應構造，「男性的陰蒂頭」則是包皮繫帶的所在地——阴茎颈。她的理論儘管得到解剖學文獻的承認，但卻在專業的解剖學教材中隻字未提。現代解剖學文獻基本承認陰蒂包皮跟陰莖包皮相當，兩者皆覆蓋着性器官的「頭部」（龟头及陰蒂頭）。兩者皆有連接着「頭部」的軀幹。以下配對在解剖學上屬同源：陰莖海綿體與陰蒂海綿體、前庭球與陰莖球、阴囊與大小陰唇。
在解剖學研究中，陰莖可遭描述成：「植根於內含尿道的海綿體之上，兼大部分位於身體之外的陰蒂」。就神經末梢的角度而言，陰蒂至少擁有8000條神經末梢的估計已比於人類陰莖中所發現的多出一倍；當研究者把其跟其他身體部分比較時，差距更是拉闊許多。在陰蒂解剖構造及陰莖神經末梢這兩個範疇上，相關研究有時存有衝突。比方說儘管一些文獻估計陰莖擁有4000條神經末梢，但另外一些則稱龜頭或整個陰莖的神經末梢數量跟陰蒂頭相當；另外還有一些文獻探討了沒有接受過包皮環切術的陰莖的神經末梢數量是否比接受過的陰莖多出數千條，或探討「其是否更為敏感」。
一些文獻指出，陰蒂頭的纖維血管帽不像陰莖龜頭般存有一定數量的平滑肌，且前庭球的大小可因人、年齡及雌激素接觸量而異。雖然前庭球遭認為跟位於尿道海綿體後端的陰莖球相當，但其並没有包覆着尿道。
陰莖的尿道海綿體沿著陰莖軀幹的腹侧延伸，於中途圍繞着尿道，並於最後膨大成龜頭。它在少程度上有助男性維持勃起（陰莖勃起大部分為兩個陰莖海綿體的作用）；女性的陰蒂海綿體就像男性陰莖的海綿體般，同樣會在性興奮時充血和勃起。男性陰莖的海綿體在尾端到前端這段距離中，會在內部不斷逐漸變小。陰蒂與陰莖還有以下差異：陰莖體所擁有的結構比陰蒂體多、陰莖腳比陰蒂腳粗，以及陰莖海綿體一般比陰蒂海綿體更為厚長。

## 功能

### 提供性快感

#### 概論
陰蒂所擁有的神經末梢相對密集，且當中大部分都是專為接收性刺激而設的——這使得其成為了人類女性最為敏感的性部位，以及女性性快感的最主要來源。不論透過自身或他人來對陰蒂進行刺激，皆可使該名女性進入性興奮狀態，以至達至性高潮。指交和口交（舐陰）通常都是刺激陰蒂的最有效方法，上述方法可統稱為「直接刺激陰蒂」（direct clitoral stimulation）。若在進行插入式性行為的同時实踐上述刺激陰蒂的方法，那麼其亦可統稱為「額外刺激陰蒂」（additional clitoral stimulation）。
直接刺激陰蒂是指對陰蒂的外部構造（包括陰蒂頭、陰蒂包皮以及陰蒂外軀幹）進行物理上的刺激。對小陰唇進行刺激的效果可能跟直接刺激陰蒂的如出一辙，因为它跟陰蒂頭和陰蒂包皮有着物理上的聯繫。以上區域也可能在性行為進行期間受到間接的刺激，比如它們可能會受到大陰唇的摩擦；不過陰蒂所受到的間接刺激更有可能是陰莖-陰道交的结果。除此之外，陰莖-肛交可能會對陰蒂構成間接刺激，因為兩者之間的感覺神經是共享的（對於陰部神經的情況而言更是如此：它在陰部管內會分支，先分支為內直腸神經，之後是會陰神經，最後是陰蒂的背神經）。
由於陰蒂頭是十分敏感的，所以直接對它進行刺激並不總是使人感到愉悦；與其相比，刺激陰蒂包皮和陰蒂頭周圍的部分於很多時候更使人歡快——大多數女性更喜歡以隔着陰蒂包皮的方式來刺激陰蒂頭，或以間接的方式使陰蒂頭在小陰唇之間來回打滚。許多女性喜歡在輕柔爱抚陰蒂外軀幹的同時，偶爾以环状移動的方式刺激陰蒂頭——在這基礎之上陰道亦可能會跟手指接合。一些女性更喜歡於一次性行為中對整個外陰區域進行爱抚。若手指在刺激陰蒂前充分得到人體潤滑劑和陰道分泌液的潤滑，那麼性刺激的效果便通常會更佳。
插入式性行為並不能使陰蒂受到直接的刺激，在傳教士式體位中其外部所受到的刺激通常都源於鼠蹊部的動作。一些伴侶可能因此選擇以女上位或貓式體位（一種結合傳教士式體位及施壓-反壓技術的性侵入體位）的方式去進行性交，以令刺激陰蒂的頻率最大化。以同性作性伴侶的女性可能會在亲密接觸全身的過程中互相撫慰，或透過從事女陰摩擦，來使陰蒂得到充分的刺激。陰莖亦可能透過磨蹭陰蒂（股交）來使其得到刺激。像按摩棒（陰蒂按摩棒）和假陰莖般的性玩具也可用於刺激陰蒂。除此之外，女性還可透過枕頭等非生命物體、淋浴時的自來水以及夾腿來刺激其陰蒂。
在性興奮期間，陰蒂的勃起組織會發生充血的情況，這使得其色澤出現改變；同時陰道會開始收縮。蓋在陰蒂海綿體外的坐骨海綿體肌和球狀海綿體肌會在過程中收縮，壓迫陰蒂背靜脈，使回流血量變小；同時動脈的血液繼續流入，使得血液開始不斷充入靜脈內的空間，直到其被血液所充滿為止。上述過程最終會令陰蒂出現勃起。
陰蒂頭的直徑會在性興奮時增加一倍，不過若刺激再進一步，其便會遭腫脹的陰蒂包皮所遮蓋，因而變得不那麼明顯可見。此舉有助於其免受進一步的直接接觸，繼使人免於感到不适。血管充血於最終會觸發肌肉反射，令困於周圍組織的血液能夠流出；同時引發性高潮。一旦停止刺激，陰蒂頭的狀態及可見度便會於短時間內恢復至日常水平，對於已達至高潮的情況而言更是如此。其只需幾秒鐘（通常5-10秒）便能回到正常位置，而恢復至原始大小的耗時則為5-10分鐘。如果當事人並沒有達至高潮，那麼陰蒂便可能會於數小時內持續充血，同時令其產生不适感。此外對於一些女性而言，高潮过後的陰蒂是十分敏感的，因此这时的額外刺激可能會令其感到痛楚。

#### 以陰蒂和陰道作分類的性高潮
對於女性而言，達至性高潮的最常見方法是對陰蒂進行物理上的刺激；一般統計表明，70-80％的女性都需以此一方式（以手指、口舌等刺激源對陰蒂的外部進行刺激）來達至高潮，但對於一些女性而言，間接刺激陰蒂亦足以令其達至高潮，比如陰道交當中的刺激。陰道神經末梢主要集中在陰道的下三分之一處（即接近入口的位置），當中所包含的神經末梢數量約佔整個陰道的近9成，因此其是十分敏感的；除此之外，女性性器官的敏感區還包括小陰唇頂部交界處與尿道之間的區域。但是對於許多女性而言，因刺激陰道而産生的強烈性快感只可偶爾地出現，甚至从不会做到，原因在於陰道的神經末梢比陰蒂所擁有的少得多。
弗洛伊德在1905年指出陰蒂高潮純粹只是成年前会出現的一种現象，隨着年纪漸大及變得成熟，陰蒂高潮会漸漸演變成陰道高潮，並指出陰蒂高潮是不成熟的表现；但他卻没为此一假設提供證據。此後直到金赛掀起有關陰道神經末梢數量的爭議以前，只有少數研究者批評此一理論。金赛是首位嚴厲地批評弗洛伊德就着女性性取向和性高潮所提出的觀點的研究者——他的批評建基於自身對數千名女性所進行的訪談，及其對女性如何自慰的觀察。他在当中發現他調查的大多數女性都不能通过刺激陰道來達至高潮。此一結論亦與其性解剖學知識相符。歐文這一名學者指出，金赛「對弗洛伊德和其他理論家展开了批評，認为他們不應將男性的性構造投射至女性的身上……並認為陰蒂才是性反應的核心……陰道對於性滿足而言，相對不重要……只有少部分女性在自慰時会把手指或物件插入陰道……他最後得出結論，插入陰道时女方的滿足感主要是心理作用，或只是傳導異感（referred sensation）此一現象所引起的结果」。
及後的研究一般都是再度證實了金賽對於女性性高潮的發現，比如麥斯特與強生的生理学研究，以及海特的性社会学研究。麥斯特與強生是首兩位確定陰蒂包圍及延伸至陰唇內的研究者。他們在研究女性接受不同的性刺激對性反應週期有何影響時發現，陰蒂高潮和陰道高潮的身體反應階段大致相同，並發現大多數受試者只能通過刺激陰蒂達至高潮，而只有少部份女性才可以做到陰道高潮。基於此，麥斯特與強生認為刺激陰蒂才是兩種高潮的來源，並推斷在抽插的過程中，因外部物體對陰蒂包皮的摩擦，而使陰蒂受到了足夠的刺激。麥斯特與強生的研究發表於第二波女性主義運動起始之时，並對一些女性主義者起了一定的啟發，令他們開始抗拒將性高潮分作陰蒂和陰道兩類。《陰道高潮的迷思》的著者科德便是其中一個例子，她於當中指出「生物學上的女性」还没剖析得徹底的原因在於「男性基本上只需跟陰道接合便能達至高潮，陰蒂對於此一目的而言根本無關緊要」，並指出「現今由於凱利、麥斯特與強生以及金賽的研究，我們的解剖學知識得以豐富起來，我們不再對女性性高潮一無所知……然而為什麼這種知識還未普及呢？我想這是因為我們還活在一個不希望女性角色有所改變，且以男性為主導的社會中」。

### 爭議
研究者之間仍對陰蒂的性質存有分歧——爭議點在於陰蒂是一個痕跡器官，還是一個適應產物，抑或有生殖上的功能。虽然米勒指出像費舍爾、斯莫尔以及赫尔迪般的研究者把陰蒂高潮視為「一种適應方式，對女性性行為和性的演化有着重要的影響」，但米勒就像馬古利斯和安吉爾般，相信人類的陰蒂「沒有明顯表現出左右男性擇偶的跡象。它的大小、顏色、结構和展現方式皆沒有過人之處」。米勒還把人類的陰蒂跟其他物種的（比如蜘蛛猴、斑鬣狗）比較一遍，指出其他物種的陰蒂跟雄性同源器官的長度大致相同。米勒認為如果「人類男性偏好於以顯眼的陰蒂作其選擇性伴侣的條件，那麼陰蒂的物理特性就早已變得引人注目了……因為陰蒂擁有不太引人注目的構造，而且敏感度高，所以可合理推論其在女性擇偶中發揮一定作用」。
米勒指出，像西蒙斯和古爾德般的男性科學家視陰蒂高潮為「陰莖高潮的演化副產物……且因為陰蒂高潮較難達至的關係，所以不把其視為適應特徵」，古爾德承認「女性大多數的高潮源於陰蒂，而不是源自身體其他部位」，並指出他所持有的想法——「陰蒂不是一項適應特徵」，很多時候都會遭誤解成「否定女性性高潮的適應價值，甚至錯誤解讀成他在宣稱『女性性高潮根本毫無意義可言』」。雖然他承認「陰蒂高潮在女性性行為及從中帶來的愉悅感中扮演着一個關鍵的角色，但是這些有利的特徵一般是十分容易了解，及能明確地反映該生物適應的方式；陰蒂高潮是一種適應方式還是只是適應的副產品這一點仍存有爭議，對適應問題感到煩惱的男性生物學家很多都簡單地認為男方射入陰道的精子愈深，愈接近受精區域，就代表愈好。在達爾文主義的影響下，他們會把繁殖成功視為生物的最高要旨」。
生物學哲學家勞埃德的觀點跟古爾德類近，她指出「女性高潮会使繁殖能力增加」此一論点的證據亦十分有限。加拿大性學家奇弗斯指出：「勞埃德把女性性高潮視為個體發育時的殘留事物，認为女性有高潮的原因在於——男性泌尿生殖系統中與高潮有关的神經在天擇此一現象下獲得優勢，其後在女性中，這種發育『藍圖』以一种不影響身體健康的方式表達出來，正如男性擁有跟身体健康无关的乳頭一樣」。
多納在2002年的加拿大女性哲學協會會議（Canadian Society of Women in Philosophy）上指出陰蒂在繁殖後代中是不必要的，但這就是它受到「歷史性的忽視」的原因——「對愉悦的恐懼，與繁殖分开的愉悦使人感到恐懼。」 她認為這種恐懼是造成對「女性的性」一無所知的原因。奧康奈爾則指出：「它可归结为性別之間的對立思想：一種性別是性化的，另一種則只是負責繁殖的，但事實是，兩者都是性化的，都是負責繁殖后代的。」她其後重申：「應該是陰蒂一部分的前庭球，以及和陰道存有密切關係的尿道遠端，皆為陰蒂群組織的構成部分。儘管它們並不是勃起組織，但卻為維持女性性功能和性高潮的重要部分」。

## 臨床意義

### 陰蒂整形術

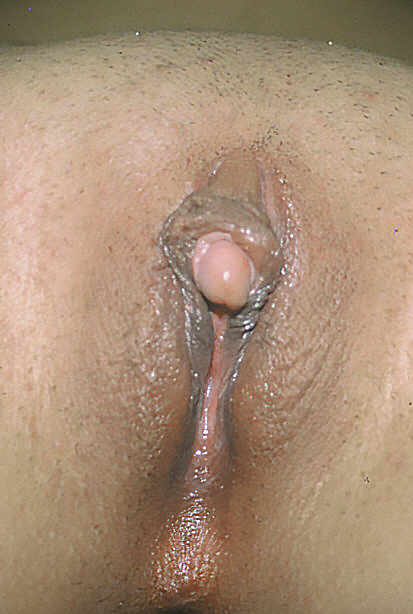
一名出現阴蒂肥大的女性的陰蒂

陰蒂整形術包括残割女性生殖器、性別重置手術、陰蒂增大術、雙性人性別指定手術，以及陰蒂穿洞。健美者及運動員一旦使用同化類固醇，便可能使其陰蒂明顯增大，其身體亦會變得更為男性化。陰蒂尺寸異常地增大的情況可稱為陰蒂肥大，不過此一情況更有可能是先天性因素所致的。
跨性別男性在利用激素等藥物過渡至男性時，其陰蒂一般都會明顯地增大；雖然不少跨性別男性渴望進行陰莖成形術，但由於此一手術的難度高，所以他們可能會於最後選擇進行陰蒂釋出術——即在保留原生殖器的同時，把增大了的陰蒂當作陰莖類似物。然而激素無法使陰蒂達至陰莖的平均尺寸大小。像陰蒂釋出術般的性別重置手術只需把陰蒂的物理特性改變，並令陰蒂對性刺激的感覺得以保留，因此它們可作為陰莖成形術的額外替代方案。
儘管陰蒂可能會在治療外阴上皮内瘤变等癌症的過程中遭手術切除，但現代的治療方法趨向於更為保守，為的是避免對當事人的性心理產生負面影響。残割女性生殖器（又稱「女性生殖器切割」、「女性割禮」）也是阴蒂切除术的一種，當中陰蒂同樣會遭到部分或全部切除。切除陰蒂頭並不等同整個陰蒂都被切除，因為陰蒂的一大部分存於體內。
陰蒂成形還原術為常見的雙性人性別指定手術之一，當中會在保留阴蒂頭的情況下，切除部分阴蒂勃起組織。此一手術的不良影響包括失去部分或全部的性功能和性感覺、阴蒂脫皮。令陰蒂的神經支配和功能得以保持的一種方法就是使阴蒂頭受到他物掩埋；然而安卡拉等人指出：「因刺激而起的痛楚在此一情況下幾乎必定發生，而其是困於疤痕之下的組織所致的；另一種方法則以跟陰蒂軀幹成平面的方式橫向切除50％的前陰蒂，研究者報稱他們在跟進接受過方法2的人時，观察到他們的性感覺和陰蒂功能依舊良好……此外接受者出现併發症的机会跟接受舊方法者相當」。
執行生殖器矯正手術的另一常見原因為當事人患有先天性腎上腺增生症。安卡拉等研究者指出：「對手術的主要期望在於在盡量不會留下併發症的情況下，令其生殖器回復正常，同時提高患者的生活質量……外科醫師需評估的項目包括陰道的外觀、完整性和性交能力，以及在性活動期間有沒有出現疼痛……雖然手術期望可以在這幾個項目中標準化，但手術技巧依然沒有達至一致化。研究者較為傾向於按着求診者的年齡來決定進行哪種（些）手術」。
對於想要改變自身特徵的雙性人而言，他們可經由性別評估及手術治療這兩個主要步驟改變之。阿提拉指出：「第一種治療陰蒂肥大的方法就是簡單地把陰蒂切除。後來研究者理解到陰蒂頭及感官刺激對性高潮而言是十分重要的……陰蒂頭的上皮具有十分高的敏感度，這在性反應中是很重要的。因此現時多以陰蒂成形還原術取代之」。
陰蒂包皮穿洞是陰蒂穿洞當中最為普遍且較少副作用的樣式。由於陰蒂穿洞的難度極高，且使人感到極大痛楚，所以選擇在陰蒂包皮上穿洞的人明顯較選擇在軀幹上的為多；解剖學上適合後者的人的比例亦很少。陰蒂包皮穿洞較多為垂直式的，水平式則較為少見。三角式穿洞為一種水平式且穿得較深的陰蒂穿洞，並需穿過陰蒂後方。像伊莎贝拉式穿洞般的穿洞風格皆需穿過陰蒂軸——儘管這能為女性提供獨特的刺激感，但陰蒂形狀大小合適與否會直接影響其適不適合这一样式的穿洞。伊莎贝拉式穿洞的飾物会於陰蒂頭和尿道之間穿入，後於陰蒂腳頂部穿出。此一穿洞方法是非常危險的，因為它可能會使神經受損。

### 相關疾病
持續性生殖器興奮症候群會導致患者的生殖器官即使沒有性刺激，也會出現持續而不由自主的興奮狀態。陰蒂異常勃起是一種可能令人感到痛苦的疾病，其有時遭研究者描述為持續性生殖器興奮症候群的一種跡象。患有持續性生殖器興奮症候群的女性的陰蒂會於一段長時間中（數小時至數天）维持在興奮狀態。持續性生殖器興奮症候群亦跟陰蒂的形態及其血管修飾有關。
某些藥物可能會導致該名女性出現陰蒂異常勃起的情況。曲唑酮這一款藥物的潛在副作用包括男性陰莖異常勃起，並已有個案記載指其也會令女性的陰蒂出現同樣情況。停止服用該種藥物可能為此一副作用的補救措施。此外已有奈法唑酮引致陰蒂勃起的個別例子。停止服用选择性5-羟色胺再摄取抑制剂（SSRIs）和抗精神病药可能是陰蒂異常勃起的成因之一。
由於持續性生殖器興奮症候群是一種相對較為罕見的疾病，且自2001年起才跟陰蒂異常勃起以區分開來的方式研究，所以有關其治療方法的研究只有很少。一些持續性生殖器興奮症候群個案是由骨盆腔動靜脈畸形所引起的；手術能有效地治療此一情況所導致的持續性生殖器興奮症候群。

## 社會與文化

### 研究及社會認知史

#### 古希臘至16世紀
儘管陰蒂與陰莖除了結構位置外大致相同的想法已出現了至少2500年，但由於其在此後經常遭解剖學文獻所忽視和錯述，故此陰蒂是男性學者經由實證文獻記錄「重新發現」的。雖然古希腊人、古罗马人，以及文藝復興時期的希臘人和羅馬人皆注意到男性的性器官跟女性的性器官在解剖學上非常相似，但像盖伦和维萨里般的著名古代解剖學家則認為陰道是陰莖的倒置結構等同物；维萨里還認為正常女性的身體不會包含一個陰蒂，故此他所建立的解剖模型只描述了陰莖如何跟陰道等同，而完全忽略了陰蒂的存在及其作用。
古希臘人和羅馬人還將任何涉及插入的性行為視作「男性所定義的性行為」。他們的文化以「tribas」一詞代指一名積極地以陰蒂或假陰莖跟他者接合的女性或雙性人。他們認為任何性行為皆需一名擁有陰莖的伴侣參與方可從事之，故此他們並不認為女性之間能存有任何的性行為，並對女女性行為者存有迷思——認為她們的陰蒂要不是腫脹肥大，就無法在性行為當中感到滿足。

科倫坡於1559年發表的《解剖學修訂版》的封面

艾蒂尔是第一位在解剖學研究中识别陰蒂的學者，其相關研究發表於1545年，不過他仍於當中錯指陰蒂具有排尿功能。帕多瓦大學的外科講師科倫坡於1559年發表的《解剖學修訂版》亦對「女性歡悅之處」有所介绍，他於最後總結道：「由於沒有人能夠看出其设计及原理，所以我若能給予我所發現的結構部分一個名字，我就會取名為『維納斯的愛』或『維納斯的甜蜜』」上述名稱取自羅馬神話裏的愛神维纳斯。科倫坡的宣稱受到同校的解剖學家兼輸卵管發現者法罗皮奥的質疑，他稱自己才是首個發現陰蒂的人，並在1561年表示：「現代解剖學家完全忽略了它……並對此一言不發……如果其他學者對陰蒂進行過談論，那麼其知識想必是從我或我所教授的學生拿走的」。此一說法隨即引起了歐洲醫學界的不滿，維薩里在閱讀了科倫坡和法罗皮奥對陰蒂的詳細描述後，指出：「以對某些女性的自然表徵的觀察來取笑他人無能，是一件相當不合理的事情……你很難把此一新而無用的部分視为一個健康女性應有的器官……我認為這樣的結構正如阿金塔描述的般，只會出現在生殖器完好的雌雄同体上。我從來沒有見過一個健康女性會擁有一條陰莖，以至一條處於雛形狀態的陰莖」。
盖伦和维萨里的研究於文藝復興時期仍難以受到挑戰；蓋倫是希臘時代最著名的醫師之一，而在整個文藝復興時期，他的研究常遭醫學界主流視為知識的唯一標準，令陰蒂常被人所忽視。研究者描述陰蒂的用語亦欠統一，令它的結構問題進一步模糊化。中世紀醫學家西那將其命名為「albaratha」及「virga」（軀幹）、科倫坡將其命名為「維納斯的甜蜜」、希波克拉底將其命名為「columella」（小柱子）、醫學家宰赫拉威將其命名為「tentigo」（緊張/張力）。上述命名基本是取自陰蒂體及陰蒂頭的特質，但取自陰蒂頭的情況較多。除此之外，羅馬人還為其起了一個俗稱：「landica」。但曾在中世紀出版大量著作的麥格努斯認為，在「性興奮的心理」中強調「男女結構和功能之間的同源性」是一件十分重要的事。11世紀的醫師康士坦丁在其論文《性交的自由》中提到了陰蒂好幾次，並對男女的性器官給予同樣的關注。
馬格努斯就如西那般，同樣地使用「virga」一詞來代指陰蒂，不過在他的用法中，男女的性器官皆能以這詞特指；儘管他也對男女的性器官盡己所能地給予同樣的關注，但在當時「被忽視」與「重新剖析」的循環仍在繼續。在16世紀期間，阴蒂的顯現遭錯誤視作雌雄間性現象的表徵，當時一些女性基於此一誤解而決定進行阴蒂切除术。部分誤解是因以「nymphae」一詞來代指陰蒂而產生。「nymphotomia」（陰蒂切除術）是一種切除過大的陰蒂的手術，但在當時而言陰蒂的大小並不具有客觀標準。陰蒂切除術對於古埃及女性而言仍屬常規，其原因在於像達萊克漢普斯般的醫師認為陰蒂是「差不多所有埃及女性皆擁有的異常特徵，她們的陰蒂在所有者與其他女性一起時，或在走路期間摩擦到衣服時，以至丈夫想要接近她們時，都會像男性陰莖般勃起。此外她們還以其跟其他女性一同享樂，過程彿如跟其丈夫一同行房的時候般……因此陰蒂理應被切除」。

#### 17世紀至今

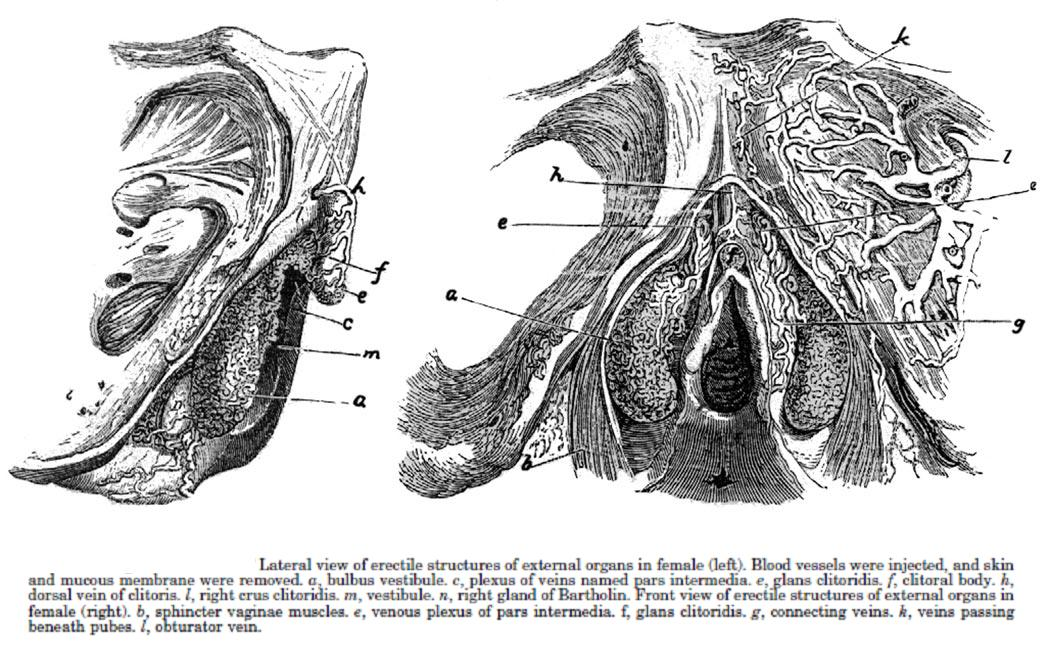
科貝爾特的陰蒂解剖結構插圖

17世紀的丹麥解剖學家巴松林對法罗皮奥和科倫坡等人「發現陰蒂」的宣稱進行了駁斥，認為陰蒂自2世紀以來便為醫學界廣為人知的器官。雖然17世紀的助產士大多會以「使她們幸福、健康地懷上孩子，以及促進良好關係」為由，向伴侶們建議女性應在性生活中以達至高潮為目標，但有關陰蒂重要與否的爭議仍然在繼續，格拉和科貝爾特分別於17世紀和19世紀發表的研究對整場的爭論有著較大影響力。
德格拉夫同樣批評可倫坡發現陰蒂的宣稱，並在批評的同時進行了首項全面評估陰蒂解剖結構的研究。他於當中指出：「我們對『即使它存在于世上，一些解剖學家卻隻字未提這一結構部分』的事實感到非常驚訝……在我們解剖的每一具屍體中，它都能輕易地遭我們看見及碰觸」。德格拉夫還強調「nymphae」一詞跟陰蒂的歧義需作區分，於是便以「『Clitoris』一詞來作這一結構部分的名稱」，避免混淆。儘管這一選擇最終令解剖學家更能使用正確的用語名稱來描述陰蒂，但由於「nympha」一詞還有多種意義，兼漸漸成為代指小陰唇的特有用詞，所以混淆的程度最終還是趨向惡化。始於维多利亚时代的爭論——「女性性高潮是否必要」，以及弗洛伊德於1905年提出「陰蒂高潮是一種不成熟的現象」的說法，皆令女性的性（sexuality）在20世紀的大部分時間內受到一定負面影響 。
於前幾個世紀所繪製的陰蒂細節圖表在18-20世紀期間被文獻所忽視，對於20世紀的情況而言更是如此。儘管麥斯特與強生於1966年發表的《人類性反應》中把全個陰蒂都論述了一遍，但由於其論述方式相當混亂，使得其意義變得過分模糊。女性主義者健康診所聯合會利用解剖學上精確的插圖繼續探討陰蒂，並於當中成功鑒定18個陰蒂結構。儘管女性主義者健康診所聯合會已造出了精確的插圖，但斯夫利於1987年依舊將陰道描述為陰莖的對應物。
海特於1976及81年發表的研究報告中指出，把刺激陰蒂描述成「一種前戲」的女性遠多於將其描述成一種主要的性活動的。此外雖然女性主義者健康診所聯合會的研究大大推動了有利於女性主義者的解剖學知識改革，但它的影響並沒有廣及至一般大眾。 在20世紀90年代後期，奧康奈爾發表了一項研究，隨即使得醫學界改變了對陰蒂的定義。奧康奈爾於當中宣稱典型教科書對陰蒂的描述欠奉細節，且存有不准確之處。比如她指出不論新舊的教科書，在描述尿道和性器官的解剖結構的時候皆會以勃起（陰蒂）組織經已縮小的老年人屍體作依據。她將科貝爾特針對陰蒂解剖結構的研究稱讚為「最全面和最準確的」。奧康奈爾隨後利用了核磁共振成像（MRI）來觀察活人的陰蒂，结果顯示陰蒂勃起組織的體積為解剖學教科書描述的10倍。
生物學家巴格米爾對收錄了逾百萬份來自6000多本科學期刊的文獻的《英国动物学记录》進行了調查，並於當中查核了1978–1997年間所發表的文獻。結果發現以陰莖為主題的文獻有539項，而以陰蒂為主題的則只有7項。奧格利和金斯伯格這兩位研究者於2000年結論道：專業界經常忽略陰蒂一詞。他們以心理学文摘数据库為基礎，統計了1887-2000年間發表的文献對性器官的描述字詞，結果發現1482項文獻出現過陰莖一詞，出現過陰道的有409項，出現過陰蒂的则只有83項。他們還分析了數據庫中列出的57本性愛指南，結果同樣顯示陰莖是最常於當中探討的身體部位，其出現次數比陰蒂、陰道和子宮這三個字詞加起上來的還要多。他們最後調查了大學生所使用的字詞，該些研究對象包括歐裔（76％/ 76％）、西班牙裔（18％/ 14％）和非裔（4％/ 7％）美國人。結果顯示絕大多數受過相關教育的學生認為陰道是陰莖的對應物、對「陰道內部是女性身體中性敏感度最高的部分」此一說法的認同跟「對自慰抱有消極態度」和「對性存有迷思」相關。
一項於2005年發表的研究找來了一群本科生作研究對象，於當中調查了他們有關陰蒂的知識從何而來。結果顯示對於他們而言，該些知識主要是從學校和朋友這兩個渠道獲得，這一情況跟較低的陰蒂知識測試得分有關。從自我探索中獲得相關知識者雖然為最少，但「該些受訪者卻在擁有五條問題的陰蒂知識測試中平均答對了三條」。研究其後指出「該些問題的答對率跟女性在自慰時達至高潮的頻度顯著相關，其相關性顯著大於她們在有伴侶參與的性行為中達至高潮的頻度……這樣的結果可由性別不平等和性的社會建構這兩項現象來解釋——不論男女，皆對男性的性快感存有更多的認可，使得令人愉快的女性性高潮只能偶然地出現」。研究者於最後結論道，「這個問題」部分能透過「傳授更多關於陰蒂的知識」來解決。
以「廢除陰蒂切除惡習」為宗旨的组織「救救陰蒂」（Clitoraid）於2013年5月6-12日期間舉辦了首個國際陰蒂意識週。該组織的發言人表示，其使命在於提高公眾對陰蒂的認識，因為它已在「數百年的時間中，遭到忽視、丑化，並遭人視為一種禁忌，或帶有罪惡感和恥感的事物」。
菲洛德在2016年跟3D打印公司Sculpteo共同創建了一個可供打印且開放源碼的1比1陰蒂立體模型，然後她將其應用在受託製作的性教育影片上。此一產品隨後在歐洲最大的科學博物館科学与工业城上展出。曾訪問菲洛德的《衛報》記者西奧博爾德認為，此一立體模型將會法國的中小學課堂上有所應用；儘管西奧博爾德的預測於最後還是落空了，但有關此一立體模型的故事已在世上流傳，菲洛德認為這表示公眾對陰蒂有着強烈的好奇心。

### 残割女性生殖器
残割女性生殖器這一議題存有眾多爭議，世界衛生組織等醫學組織因此一程序違反人權而反對之，並稱：「对于女童和妇女而言，该切割程序没有任何健康益处……它是对女童和妇女人权的侵犯……它反映了在性别上存在的根深蒂固不平等现象 」。差不多所有社會文明中皆曾一度實踐過残割女性生殖器，當中有些社會甚把這種程序延續至今。儘管當中最為常見的實踐目的在於控制女童和妇女的性行为（包括自慰），但亦有社會是基於「想要改變陰蒂外表」這一理由而進行之。社會習俗及传统是人們進行残割女性生殖器的最常見理由，一些文化認為若不執行残割女性生殖器，便會破壞其社會和政治制度。它亦成為了某些社會的女性成人儀式，令她們在接受残割女性生殖器之前，一概不被當地人民視為成年人，而且當地人民相信「一旦去除存於女性身體之上的男性部位——陰蒂和陰唇，便能夠增加當事人的女性氣質，令其更為『服從』和『溫順』」。
目前仍有残割女性生殖器的情況出現，當中85％的個案發生在非洲，中东和东南亚國家亦有相關例子，但不常見；在該些個案中，割禮師會按要求為處於出生後幾天至青少年中期這段期間的女性進行之，令其性慾減退，繼而減低失貞的可能性。由於來自亞洲、非洲和中東的移民會於移居地繼續實踐残割女性生殖器，所以這一習俗已向全球蔓延。在美國，人們有時會為大於一般大小的陰蒂進行該套程序。專門研究残割女性生殖器這一議題的莫莫指出，残割女性生殖器「在古埃及貴族之間為一項享獲荣誉的象徵」；並指已有報告稱在埃及木乃伊上找到了其進行過鎖陰手術的痕跡。埃及迄今仍有残割女性生殖器的情況出現。格林伯格等人指出：「一項研究發現97％的埃及已婚女性曾接受過某種形式的生殖器残割」。國際特赦組織於1997年估計每年有超過200萬名女性接受生殖器残割。

### 藝術
紐約藝術家華萊士於2012年開始投身於一項以「糾正對陰蒂的迷思」為目的的多媒體項目。在創作作品時，她以奧康奈爾於1998年發表的研究為依據，試圖還原人類陰蒂的實際形狀大小。她指出現時社會似乎仍對陰蒂一無所知，並說道：「現在我觀察到一個很令人困惑的悖論。在性事上，女性的身體遭到很大程度的隐喻化，但在另一方面，它卻佔據着廣告版面、藝術作品，以及主流的色慾想像……然而真正的女性性器官——陰蒂，几乎是看不見的」。該項目的名稱為「Cliteracy」，其成品包括一個巨型且呈金黃色的陰蒂可坐式模型。該模型是由雕塑家托馬斯協助製作，並展示了陰蒂的內部結構。華萊士說：「我樂於看見有男性為陰蒂發聲……『Cliteracy』是一個關於沒人擁有他人身體的支配权或法律約束權的項目……不能夠擁有與生俱來的愉悦感是一項深切的政治行為」。
於2016年，一個關於陰蒂的街頭藝術項目在紐約起動後，隨即傳播至近100個城市。該項目的參加者會在不同城市的街頭以粉筆畫下整個陰蒂的結構及跟途人的對話內容，其目的在於「歌颂陰蒂的完整結構」。完成的作品會以照片或影片形式上傳至社交媒體。

## 其他動物
儘管所有哺乳類動物皆擁有陰蒂，但只有很少研究嘗試詳細剖析人類以外的動物的陰蒂。猿、馬島長尾狸貓以及狐猴的陰蒂特別發達，且牠們的陰蒂一般擁有一條陰蒂骨。烏龜、鸵鸟、鱷魚 ，以及雄性擁有陰莖的鳥類皆擁有陰蒂。雌性松鼠猴的陰蒂在求偶時會勃起，用以對潛在配偶展示自身的優勢。雌性嬰猴的陰蒂很長，其會沿着尿道一直下垂至排尿的尖端部分。一些雌雄間性的雌熊经由陰蒂末端交配及分娩，當中包括灰熊、棕熊、美洲黑熊，以及北極熊；研究者宣稱這些熊「並不是透過一條獨立的陰道分娩，而是透過一條貫穿陰蒂的產道進行之」（並估計它們佔整個種群的10-20％）。科學家亦指出雌性斑鬣狗是哺乳類當中唯一雖是非雌雄間性，而又沒有外陰道口的動物；牠們的相關構造跟雌雄間性的一般情況不同。鼹鼠當中的幾個物種擁有類似陰莖的陰蒂。

### 蜘蛛猴及倭黑猩猩
蜘蛛猴的陰蒂存有一條內部通道，以至尿道，使得其構造跟陰莖幾乎一致。當雌性蜘蛛猴需要走動時，它就會保留或排出尿滴。迪克森這名學者指出牠們的尿液「會在陰蒂底部排出，然後沿著会阴表面的浅溝向下流。浅溝的皮膚褶皺亦會保留部分尿液」。由於南美洲蜘蛛猴的陰蒂形似於陰莖，故此研究該物種的人士會以「陰囊存在與否」這點來判定目標的性別。另一可行方法則是觀察其是否擁有氣味標識腺體，此一腺體只可能存於陰蒂之上。
與眾多哺乳類動物相比，倭黑猩猩的陰蒂相對較大且突出。安吉爾指出處於青少年時期的「雌性倭黑猩猩的體重可能只有同期人類的一半，但其陰蒂卻已比人類平均大了兩倍。且其陰蒂突出的程度足以令人在牠走路時觀察到一定程度的擺動」。雌性倭黑猩猩經常從事性器官摩擦——亦即人類所從事的女陰摩擦的動物版本。动物行为学家巴爾科姆指出，雌性倭黑猩猩會短暫地互相摩擦對方的陰蒂，為時10-20秒。雌性倭黑猩猩可能會不斷地重覆此一行為，而牠們在過程中在一般會「發出尖叫、磨牙，同時牠們的陰蒂會充血」。巴爾科姆同時指出，牠們「平均每兩小時便從事這一行為一次」，且在交配時會採用臉對臉的體位——「演化生物學家祖克認為，倭黑猩猩等靈長類動物在性交時所採用的性體位已演變得能使刺激陰蒂的頻率最大化」。

### 斑鬣狗

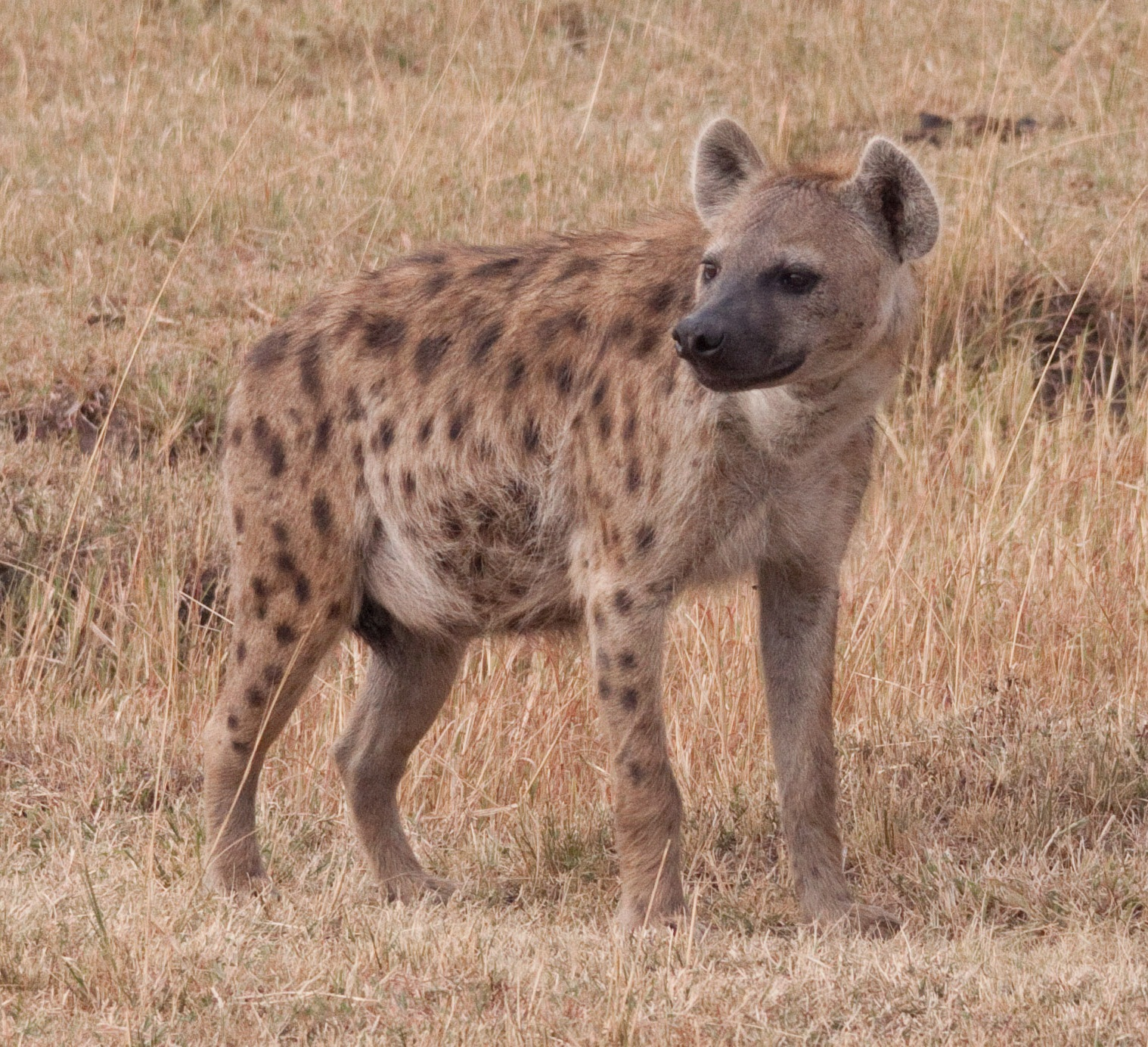
雌性斑鬣狗能透過泌尿生殖系统中經已勃起的陰蒂來排尿、交配和分娩。它是唯一一種沒有外陰道開口的哺乳動物。

雌性的斑鬣狗有時會被稱作「雌雄間性的」或「雙性的」。以往科學家曾一度相信牠們是雌雄間性的，但現今科學家已否定了上述說法。雌雄間性等形容詞現在一般只用於描述牠們同時擁有兩性特徵；雌性斑鬣狗的基因組跟雄性的基因組「存有明顯差別」。
雌性斑鬣狗的陰蒂直徑跟雄性陰莖（22毫米）相同，而其長度也有雄性陰莖（171毫米）的90％，此一偽陰莖的形成在很大程度上並不依赖雄激素，因為它在胚胎的卵巢和腎上腺分化前便已顯現。斑鬣狗的陰蒂非常敏感，並擁有一個偽阴囊；溫菲爾德表示陰蒂「跟雄性性器官的相似程度很高，因此若不确定阴囊的觸感，研究者便難以確定其性別」。與雌性斑鬣狗的偽陰莖相比，雄性斑鬣狗的性器官首部（龜頭）更厚更圓，兩者可以此作區分。因為陰唇已接合成一個由軟性脂肪組織組成的偽阴囊，所以雌性斑鬣狗沒有外陰道。雌性斑鬣狗的陰蒂首部跟雄性斑鬣狗的阴茎一樣擁有小刺，令其觸感遭布莱克利奇這名學者形容為「就像軟砂紙一樣」。布莱克利奇同時指出雌性斑鬣狗的陰蒂「以光滑細長的弧形延離身體，量度结果顯示其根部至尖端的長度平均超過17厘米。它就像阴茎般能充分勃起——其會在牠們進行問候儀式、社会展示、玩遊戲以及识别同輩時『抬頭』」。

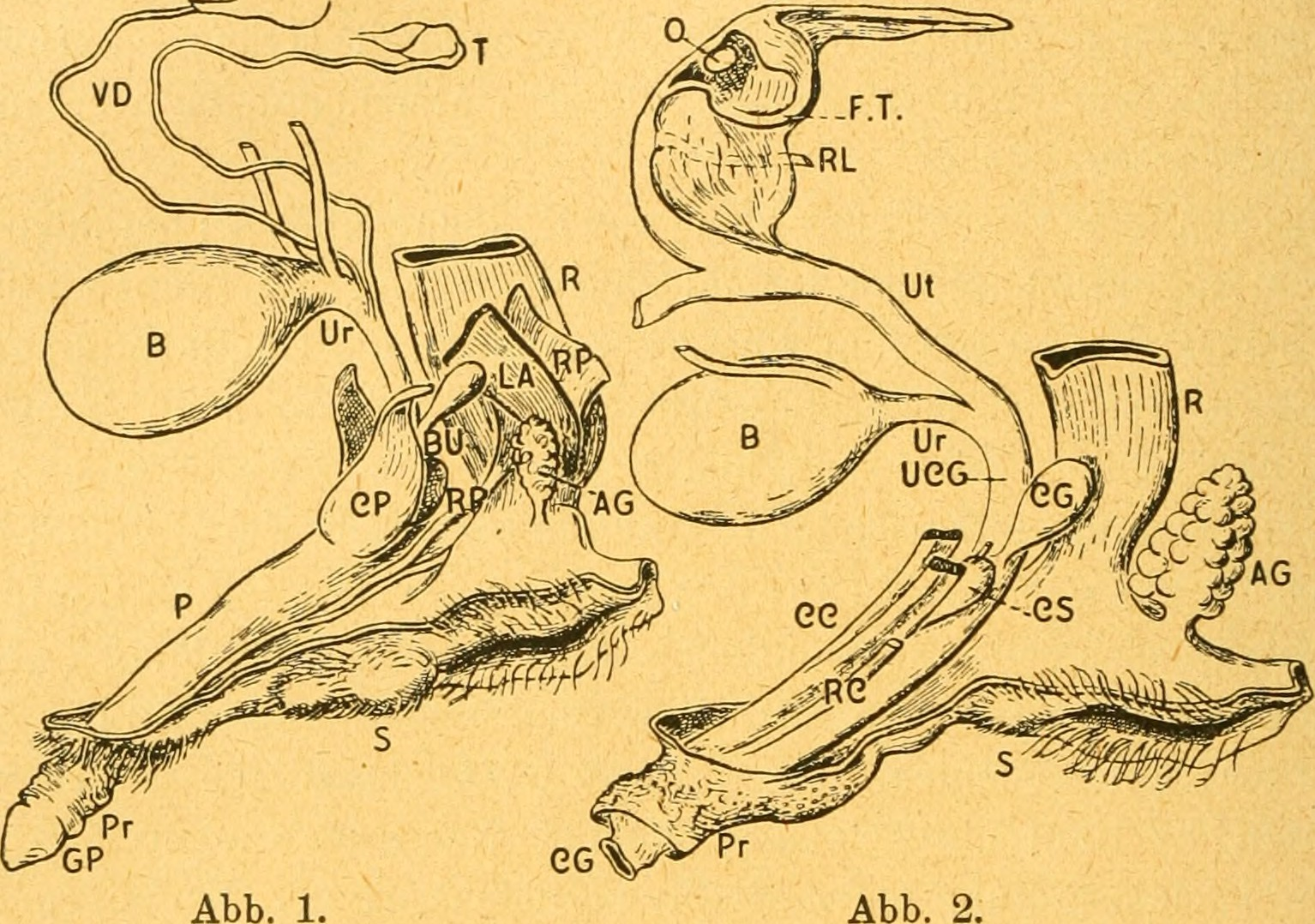
上圖為「雄性和雌性斑鬣狗的生殖系統」，出自西米利安和齊默爾曼於1922年在《解剖學年鑑》上發表的文章。Abb. 1（圖1）為「雄性生殖系統的解剖結構」；Abb. 2 （圖2）為「雌性生殖系統的解剖結構」。圖上主要縮寫的對應意思為：T：睾丸；Vd：輸精管；BU：尿道球部；Ur：尿道；R：直腸；P：陰莖；S：陰囊；O：卵巢；FT：输卵管；RL：子宮韧带；Ut：子宮；CC：陰蒂海綿體。其餘縮寫的對應意思為：AG：肛門腺；B：膀胱；CG：尿道球腺；CP：陰莖海綿體；CS：尿道海綿體；GC：陰蒂頭；GP：陰莖龜頭；LA：提肛肌；Pr：包皮；RC：陰蒂縮肌；RP：陰莖縮肌；UCG：泌尿生殖管。

由於雌性斑鬣狗所產生及接觸的雄激素量比雄性多，因此其肌肉較為發達，且更具攻擊性。雌性斑鬣狗的社群地位也較雄性高，因此牠們在社群中較具有优势，並會成為社群首领。若雌性斑鬣狗所接觸的雄激素量較平均的多，其在同儕中的地位便愈高。地位較低的雌性斑鬣狗会為了表示忠心及服從而去舔舐較高地位者的陰蒂，但雌性之間同樣會為了問候及加強社會紐帶而互舔陰蒂。在社群中地位为最低的雄性斑鬣狗皆需舔舐雌性的陰蒂，且因為地位高低的缘故，所以没有雌性斑鬣狗会去舔舐雄性的陰莖。
雌性斑鬣狗的尿道和陰道開口皆位於陰蒂之上，令牠們能透过此一器官來排尿、交配和分娩。這一特徵令雄性在交配时較其他哺乳動物費力，且能防止雄性的性要脅。生态学家及演化生物学家拉格登指出，因為雌性斑鬣狗的陰蒂比其他哺乳動物更為向下突出，因此雄性斑鬣狗「必須逐渐降低其背面至雌性下方的高度，令其陰莖跟陰蒂平行」。雌性斑鬣狗亦會令偽陰莖缩回，同時創造一個開口予雄性的陰莖。雄性斑鬣狗的降低動作可能需嘗試幾個月才能成功。因為雌性斑鬣狗所接觸的高濃度雄激素會對卵巢產生負面影響，所以其難以懷孕。雌性斑鬣狗的偽陰莖在分娩後會變長，並失去原本的外形——它會變成一片擁有大裂口的痠軟包皮。大約15％的雌性斑鬣狗在首次分娩時死亡。
巴斯金等人於2006年發表的研究總結道：「人類和斑鬣狗的兩性基本解剖結構相近。人類的陰莖背神經和斑鬣狗的陰蒂背神經皆唯獨在該器官的12點鐘方向中分佈得較為疏落……人類和斑鬣狗的陰莖/陰蒂背神經皆沿着該器官的5點鐘和7點鐘方向延伸至海綿體。背神經伸入了斑鬣狗性器官的體部和頭部末端……雌性斑鬣狗的陰蒂背神經在陰蒂體中左右散開，兩性的性器官頭部形態存有差異——雌性的陰蒂頭寬而鈍；雄性的龜頭則呈錐狀」。

### 貓、羊以及小鼠
研究貓陰蒂的中央及周圍传入通路的研究者總結道：「我們在利用WGA－HRP追踪法後成功辨識了從陰蒂传入的传入神经元——其位於背根神經節的S1至S2段。我們在兩段中平均找到了433個細胞。85％和15％的標定細胞分別位於背根神經節的S1段及S2段。陰蒂傳入神經元的平均侧面横截面面积為1.479±627μm2」。他們同時指出「施加在陰蒂之上的恒定光压力會使陰蒂的神經元突釋单放电（最大頻率170-255Hz），接著其會對此環境適應，並持續放电（最大頻率40Hz）。後者會維持至刺激停止。在压力提升至6–8g/mm2時，神經元便會出現紧张性放电的情況（平均最大頻率145Hz）……上述結果顯示陰蒂是受機械式感應且有髓鞘的陰部神經傳入纖維所支配——它們主要传入至脊髓的L7-S1段後連合處」。
研究者為了確定能預測羊隻繁殖失敗的特徵，便對21隻雄相雌性和2隻雄性假雌雄同体的羊的表現型和生殖行為進行了記錄。他們以陰道的長度、外陰和陰蒂的大小及形狀作其中一個分析面向。他們從中發現「一系列的行為和生理異常」，並於最後總結道「23隻羊的唯一共通點就是陰道相對較短（3.1-7.0厘米），正常的羊的陰道長度為10-14厘米」。
在一項關於小鼠陰蒂結構的研究中，研究者的記錄指出小鼠的會陰尿道被勃起组織所包圍，形成一個前庭球。並總結道：「小鼠的陰蒂海綿體的勃起组織跟人类女性的共通点在于兩者皆跟雄性的陰莖海綿體類似，唯一明顯不同之處在於陰蒂的白膜和勃起組織之間沒有子白膜層」。

### 期刊
- Kilchevsky, Amichai; Vardi, Yoram; Lowenstein, Lior; Gruenwald, Ilan. . The Journal of Sexual Medicine. 2012, 9 (3): 719–26. PMID 22240236. doi:10.1111/j.1743-6109.2011.02623.x.
- Waskul, Dennis D.; Vannini, Phillip; Wiesen, Desiree. . Symbolic Interaction. 2007, 30 (2): 151–74. doi:10.1525/si.2007.30.2.151.
- Ogletree, Shirley Matile; Ginsburg, Harvey J. . Sex Roles. 2000, 43 (11–12): 917–26. doi:10.1023/A:1011093123517.
- Wade, Lisa D.; Kremer, Emily C.; Brown, Jessica. . Women & Health. 2005, 42 (1): 117–38. PMID 16418125. doi:10.1300/J013v42n01_07.
- O'Connell, Helen E.; Sanjeevan, Kalavampara V.; Hutson, John M. . The Journal of Urology. 2005, 174 (4): 1189–95. PMID 16145367. doi:10.1097/01.ju.0000173639.38898.cd.
- Blechner, Mark J. . Studies in Gender and Sexuality. 2017, 18 (3): 190–200. doi:10.1080/15240657.2017.1349509.
- Moore, Lisa Jean; Clarke, Adele E. . Feminist Studies. 1995, 21 (2): 255–301. doi:10.2307/3178262.
- Puppo, Vincenzo. . ISRN Obstetrics and Gynecology. 2011, 2011 (ID 261464): 1–5. PMC 3175415 . PMID 21941661. doi:10.5402/2011/261464.
- Copcu, Eray; Aktas, Alper; Sivrioglu, Nazan; Copcu, Ozgen; Oztan, Yucel. . Reprod Health. 2004, 1 (1): 4. PMC 523860 . PMID 15461813. doi:10.1186/1742-4755-1-4.
- Şenaylı, Atilla; Ankara, Etlik. . Therapeutic Advances in Urology. 2011, 3 (6): 273–7. PMC 3229251 . PMID 22164197. doi:10.1177/1756287211428165.
- Yang, Claire C.; Cold, Christopher J.; Yilmaz, Ugur; Maravilla, Kenneth R. . BJUI. 2006, 97 (4): 766–72. PMID 16536770. doi:10.1111/j.1464-410X.2005.05961.x.
- Verkauf, BS; Von Thron, J; O'Brien, WF. . Obstetrics & Gynecology. 1992, 80 (1): 41–4. PMID 1603495.
- Lloyd, Jillian; Crouch, Naomi S.; Minto, Catherine L.; Liao, Lih-Mei; Creighton, Sarah M.  (PDF). British Journal of Obstetrics and Gynaecology. 2005, 112 (6): 643–646  [2018-05-15]. PMID 15842291. doi:10.1111/j.1471-0528.2004.00517.x. （原始内容存档 (PDF)于2011-10-05）.
- Kammerer-Doak, Dorothy; Rogers, Rebecca G. . Obstetrics and Gynecology Clinics of North America. 2008, 35 (2): 169–83, vii. PMID 18486835. doi:10.1016/j.ogc.2008.03.006.
- Mah, Kenneth; Binik, Yitzchak M. . Clinical Psychology Review. 2001, 21 (6): 823–56. PMID 11497209. doi:10.1016/S0272-7358(00)00069-6.
- Komisaruk, Barry R.; Wise, Nan; Frangos, Eleni; Liu, Wen-Ching; Allen, Kachina; Brody, Stuart. . The Journal of Sexual Medicine. 2011, 8 (10): 2822–30. PMC 3186818 . PMID 21797981. doi:10.1111/j.1743-6109.2011.02388.x.
- Battaglia, Cesare; Venturoli, Stefano. . The Journal of Sexual Medicine. 2009, 6 (10): 2896–2900. PMID 19674253. doi:10.1111/j.1743-6109.2009.01418.x.
- Goldmeier, D; Leiblum, SR. . International Journal of STD & AIDS. 2006, 17 (4): 215–6. PMID 16595040. doi:10.1258/095646206776253480.
- Harvey, Elizabeth D. . Signs. 2002, 27 (2): 315–46. JSTOR 3175784. doi:10.1086/495689.
- Jocelyn, Henry David; Setchell, Brian Peter. . Journal of Reproduction and Fertility. Supplement. 1972, 17: 1–222. OCLC 468341279. PMID 4567037.
- Chivers, Meredith L. Wiederman, Michael W , 编. . Journal of Sex Research. 2007, 44 (1): 104–5  [2018-07-01]. doi:10.1080/00224490709336797. （原始内容存档于2017-10-25）.
- Martin-Alguacil, Nieves; Pfaff, Donald W.; Shelley, Deborah N.; Schober, Justine M. . BJUI. 2008, 101 (11): 1407–13. doi:10.1111/j.1464-410X.2008.07625.x.
- Hawkins, C. E.; Dallas, J. F.; Fowler, P. A.; Woodroffe, R.; Racey, P. A. . Biology of Reproduction. 2002-03-01, 66 (3): 610–615. PMID 11870065. doi:10.1095/biolreprod66.3.610.
- Glickman, Stephen E.; Cunha, Gerald R.; Drea, Christine M.; Conley, Alan J.; Place, Ned J. . Trends in Endocrinology and Metabolism. 2006, 17 (9): 349–56. PMID 17010637. doi:10.1016/j.tem.2006.09.005.
- Sinclair, Adriane Watkins; Glickman, Stephen E.; Baskin, Laurence; Cunha, Gerald R. . The Anatomical Record. 2016, 299 (3): 385–399. PMC 4752857 . doi:10.1002/ar.23309.
- Rubenstein, N. M.; Cunha, G. R.; Wang, Y. Z.; Campbell, K. L.; Conley, A. J.; Catania, K. C.; Glickman, S. E.; Place, N. J. . Reproduction. 2003, 126 (6): 713–719. doi:10.1530/rep.0.1260713.
- Szykman, Micaela; Engh, Anne; Van Horn, Russell; Holekamp, Kay; Boydston, Erin.  (PDF). Behaviour. 2007, 144 (7): 815–46  [2018-07-25]. JSTOR 4536481. doi:10.1163/156853907781476418. （原始内容存档 (PDF)于2012-11-30）.
- Baskin, Laurence S.; Yucel, Selcuk; Cunha, Gerald R.; Glickman, Stephen E.; Place, Ned J. . Journal of Urology. 2006, 175 (1): 276–83. PMID 16406926. doi:10.1016/S0022-5347(05)00014-5.
- Schmotzer, B.; Zimmerman, A. von Eggeling, H. , 编.  [About the female sexual organs of the spotted hyena]. Anatomischer Anzeiger [Anatomical Gazette] (Jena, Germany: Gustav Fischer). 1922-04-15, 55 (12/13): 257–64 （德语）.
- Kawatani, Masahito; Tanowitza, Michael;  et al. . Brain Research. 1994, 646 (1): 26–36. doi:10.1016/0006-8993(94)90054-X.
- Smith, K. C.; Parkinson, T. J.; Long, S. E.; Barr, F. J. . Veterinary Record. 2000, 146 (20): 574–8. doi:10.1136/vr.146.20.574.

### 書籍
- Goodman, S. . Wilson, D; Mittermeier, R  (编). . 1: Carnivores. Lynx Edicions. 2009  [2018-04-13]. ISBN 978-84-96553-49-1. （原始内容存档于2011-07-25）.
- Roughgarden, Joan. . University of California Press. 2004  [2018-04-13]. ISBN 978-0-520-24073-5. （原始内容存档于2014-01-02）.
- Wingfield, John C. . Neill, Jimmy D  (编).  2. Gulf Professional Publishing. 2006  [2018-04-13]. ISBN 978-0-12-515402-4. （原始内容存档于2013-06-14）.
- Rodgers, Joann Ellison. . Macmillan. 2003  [2018-04-13]. ISBN 0805072810. （原始内容存档于2016-06-24）.
- O'Connell, Helen E.; Sanjeevan, Kalavampara V. Goldstein, Irwin Joseph , 编. . Taylor & Francis US. 2006  [2018-04-13]. ISBN 978-1-84214-263-9. （原始内容存档于2014-07-09）.
- Greenberg, Jerrold S.; Bruess, Clint E.; Conklin, Sarah C. . Jones & Bartlett Learning. 2010  [2018-04-13]. ISBN 978-0-7637-7660-2. （原始内容存档于2013-06-13）.
- Weiten, Wayne; Dunn, Dana S.; Hammer, Elizabeth Yost. . Cengage Learning. 2011  [2018-04-13]. ISBN 978-1-111-18663-0. （原始内容存档于2014-01-02）.
- Di Marino, Vincent. . Springer. 2014  [2018-04-13]. ISBN 3319048945. （原始内容存档于2015-03-18）.
- Carroll, Janell L. . Cengage Learning. 2012  [2018-04-13]. ISBN 978-1-111-83581-1. （原始内容存档于2013-06-14）.
- Chalker, Rebecca. . Seven Seas Press. 2002 [2000]. ISBN 978-1-58322-473-1.
- Schwartz, Pepper; Kempner, Martha. . John Wiley & Sons. 2015. ISBN 0470674334.
- Wood, Rachel. . Routledge. 2017. ISBN 1315447509.
- Sloane, Ethel. . Cengage Learning. 2002  [2018-05-08]. ISBN 978-0-7668-1142-3. （原始内容存档于2013-06-13）.
- Basavanthappa, BT. . Jaypee Brothers Publishers. 2006  [2018-05-08]. ISBN 978-81-8061-799-7. （原始内容存档于2016-06-17）.
- Llord, J; Uchil, D. . Arulkumaran, Sabaratnam; Regan, Lesley; Papageorghiou, Aris; Monga, Ash; Farquharson, David  (编). . Oxford University Press. 2011  [2018-05-09]. （原始内容存档于2016-05-02）.
- Merz, Eberhard; Bahlmann, F.  1. Thieme Medical Publishers. 2004. ISBN 978-1-58890-147-7.
- Schünke, Michael; Schulte, Erik; Ross, Lawrence M.; Lamperti, Edward D.; Schumacher, Udo.  1. Thieme Medical Publishers. 2006  [2018-05-09]. ISBN 978-3-13-142081-7. （原始内容存档于2013-06-13）.
- Sloane, Ethel. . Cengage Learning. 2002  [2018-05-08]. ISBN 978-0-7668-1142-3. （原始内容存档于2013-06-13）.
- Kaufman, Raymond H; Faro, Sebastian; Brown, Dale. . Elsevier Mosby. 2005  [2018-05-09]. ISBN 0323014747. （原始内容存档于2014-07-09）. The external genitalia of a female fetus may become masculinized if exposed to excess androgens in utero. ... Besides enlargement, congenital abnormalities of the clitoris may also include agenesis or hypoplasia. ... After the 13th to 14th weeks of gestation, androgen exposure produces clitoromegaly alone.
- O'Connell, Helen E.; Sanjeevan, Kalavampara V. Goldstein, Irwin Joseph , 编. . Taylor & Francis US. 2006  [2018-04-13]. ISBN 978-1-84214-263-9. （原始内容存档于2014-07-09）.
- Crooks, Robert; Baur, Karla. . Cengage Learning. 2010  [2018-05-10]. ISBN 978-0-495-81294-4. （原始内容存档于2013-06-13）.
- Ginger, V A T; Yang, C C. . Mulhall, John P.; Incrocci, Luca; Goldstein, Irwin; Rosen, Ray  (编). . Springer Publishing. 2011. ISBN 978-1-60761-915-4.
- Jones, Richard E.; Lopez, Kristin H. . Academic Press. 2013  [2018-05-10]. ISBN 0123821851. （原始内容存档于2016-06-03）.
- Angier, Natalie. . Houghton Mifflin Harcourt. 1999  [2018-05-10]. ISBN 978-0-395-69130-4. （原始内容存档于2013-06-13）.
- Wilkinson, Edward J. . Lippincott Williams & Wilkins. 2012  [2018-05-10]. ISBN 1451178530. （原始内容存档于2014-07-18）.
- Farage, Miranda A.; Maibach, Howard I. . CRC Press. 2013  [2018-05-10]. ISBN 1420005316. （原始内容存档于2014-07-29）.
- Cunningham, F Gary. . McGraw Hill Professional. 2005  [2018-05-14]. ISBN 0071501258. （原始内容存档于2014-07-15）.
- Francoeur, Robert T. . The Continuum Publishing Company. 2000. ISBN 0-8264-0672-6.
- Alexander, Ivy M. . Springer Publishing Company. 2017. ISBN 0826190049.
- Kahn, Ada P.; Fawcett, Jan. . Infobase Publishing. 2008  [2018-05-17]. ISBN 978-0-8160-6454-0. （原始内容存档于2013-06-15）.
- Frayser, Suzanne G.; Whitby, Thomas J. . Libraries Unlimited. 1995  [2018-05-19]. ISBN 978-1-56308-131-6. （原始内容存档于2013-06-14）.
- Drenth, Jelto. . Reaktion Books. 2005  [2018-05-19]. ISBN 1861892101. （原始内容存档于2014-07-26）.
- Chapple, C. R.; Steers, William D. . Springer. 2010  [2018-05-19]. ISBN 978-1-84882-033-3. （原始内容存档于2013-06-15）.
- Schuenke, Michael; Schulte, Erik; Schumacher, Udo. . Thieme Medical Publishers. 2010  [2018-05-19]. ISBN 978-1-60406-287-8. （原始内容存档于2013-06-13）.
- Saladin, Kenneth S. . McGraw-Hill Higher Education. 2010  [2018-05-19]. ISBN 978-0-07-298636-5. （原始内容存档于2013-06-15）.
- Emmanuele, Jannini; McMahon, Chris G.; Waldinger, Marcel D. . Springer Science & Business Media. 2012  [2018-05-19]. ISBN 8847026466. （原始内容存档于2015-05-18）.
- Morganstern, Steven; Abrahams, Allen. . McGraw-Hill Professional. 1998  [2018-05-20]. ISBN 978-1-56565-871-4. （原始内容存档于2013-06-15）.
- Libertino, John A. . Mosby. 1998. ISBN 978-0-8016-7802-8.
- Rosenthal, Martha. . Cengage Learning. 2012  [2018-05-20]. ISBN 978-0-618-75571-4. （原始内容存档于2013-06-14）.
- Lloyd, Elisabeth Anne. . Harvard University Press. 2005  [2018-05-20]. ISBN 978-0-674-01706-1. （原始内容存档于2013-06-13）.
- Flaherty, Joseph A.; Davis, John Marcell; Janicak, Philip G. . Appleton & Lange. 1993. ISBN 978-0-8385-1267-8.
- Kaplan, Helen Singer. . Psychology Press. 1983  [2018-05-20]. ISBN 978-0-87630-329-0. （原始内容存档于2013-06-15）.
- Boston Women's Health Book Collective. . Simon & Schuster. 1976. ISBN 978-0-671-22145-4.
- Krychman, Michael L. . Jones & Bartlett Publishers. 2009  [2018-05-21]. ISBN 978-0-7637-8697-7. （原始内容存档于2013-06-15）.
- Casper, Regina C. . Cambridge University Press. 2008  [2018-05-21]. ISBN 978-0-521-06020-2. （原始内容存档于2013-06-13）.
- Komisaruk, Barry R.; Whipple, Beverly; Nasserzadeh, Sara; Beyer-Flores, Carlos. . Johns Hopkins University Press. 2009  [2018-05-21]. ISBN 978-0-8018-9396-4. （原始内容存档于2013-06-13）.
- Hooper, Anne. . Penguin. 2001  [2018-05-21]. ISBN 978-0-7566-6347-6. （原始内容存档于2013-06-13）.
- Reinisch, June M; Beasley, Ruth. . Macmillan. 1991  [2018-05-21]. ISBN 978-0-312-06386-3. （原始内容存档于2013-06-14）.
- Roberts, Keath. . Lotus Press. 2006  [2018-05-21]. ISBN 978-81-89093-59-4. （原始内容存档于2013-06-15）.
- Carroll, Janell L. . Cengage Learning. 2009  [2018-05-21]. ISBN 978-0-495-60274-3. （原始内容存档于2013-06-13）.
- Westheimer, Ruth. . Continuum. 2000. ISBN 978-0-8264-1240-9.
- Hite, Shere. . New York: Seven Stories Press. 2003  [2018-05-22]. ISBN 978-1-58322-569-1. （原始内容存档于2013-06-15）.
- Halberstam, Judith. . Duke University Press. 1998  [2018-05-22]. ISBN 978-0-8223-2243-6. （原始内容存档于2013-06-13）.
- Taormino, Tristan. . Quiver. 2009  [2018-05-22]. ISBN 978-1-59233-355-4. （原始内容存档于2016-04-30）.
- Hyde, Janet Shibley. . McGraw-Hill. 2006. ISBN 978-0-07-298636-5.
- Archer, John; Lloyd, Barbara. . Cambridge University Press. 2002  [2018-05-22]. ISBN 978-0-521-63533-2. （原始内容存档于2016-04-30）.
- Porst, Hartmut; Buvat, Jacques. . John Wiley & Sons. 2008  [2018-05-22]. ISBN 1405178728. （原始内容存档于2016-06-29）.
- McAnulty, Richard D.; Burnette, M. Michele. . Allyn & Bacon. 2003. ISBN 978-0-205-38059-6.
- Dennerstein, Dorraine; Dennerstein, Lorraine; Burrows, Graham D. . Elsevier Biomedical Press. 1983. ISBN 978-0-444-80444-0.
- Fogel, Ingram; Woods, Fugate. . Springer Publishing Company. 2008  [2018-05-22]. ISBN 978-0-8261-0235-5. （原始内容存档于2013-06-13）.
- Acton, Ashton. . ScholarlyEditions. 2012  [2018-05-23]. ISBN 1464966869. （原始内容存档于2014-07-09）.
- Cavendish, Marshall.  2. Marshall Cavendish Corporation. 2010  [2018-05-23]. ISBN 978-0-7614-7907-9. （原始内容存档于2013-06-13）.
- Lief, Harold I. . Berger, Milton Miles  (编). . Psychology Press. 1994  [2018-05-23]. ISBN 978-0-87630-709-0. （原始内容存档于2013-06-14）.
- Tavris, Carol; Wade, Carole; Offir, Carole. . University of Michigan. 1984. ISBN 978-0-15-551186-6.
- Williams, Linda. . Duke University Press. 2008  [2018-05-23]. ISBN 978-0-8223-4285-4. （原始内容存档于2013-06-15）.
- Irvine, Janice M. . Temple University Press. 2005  [2018-05-23]. ISBN 978-1-59213-151-8. （原始内容存档于2013-06-14）.
- Andersen, Margaret L.; Taylor, Howard Francis. . Cengage Learning. 2007  [2018-05-23]. ISBN 978-0-495-00742-5. （原始内容存档于2013-06-13）.
- Pomeroy, Wardell Baxter. . Yale University Press. 1982 [1972]  [2018-05-23]. ISBN 9780300029161. （原始内容存档于2013-06-13）.
- Fahs, Breanne. . SUNY Press. 2011  [2018-05-23]. ISBN 978-1-4384-3781-1. （原始内容存档于2013-06-13）.
- Carroll, Janell L.  1st. Cengage Learning. 2013  [2018-05-24]. ISBN 1111841896. （原始内容存档于2016-05-27）.
- Balon, Richard; Segraves, Robert Taylor. . American Psychiatric Pub. 2009  [2018-05-24]. ISBN 1585629057. （原始内容存档于2016-05-29）.
- Komisaruk, Barry R.; Whipple, Beverly; Nasserzadeh, Sara; Beyer-Flores, Carlos. . Johns Hopkins University Press. 2009  [2018-05-21]. ISBN 978-0-8018-9396-4. （原始内容存档于2013-06-13）.
- Lehmiller, Justin J. . John Wiley & Sons. 2013  [2018-05-24]. ISBN 1118351290. （原始内容存档于2016-05-16）.
- Morris, Desmond. . Macmillan. 2007  [2018-05-25]. ISBN 0312338538. （原始内容存档于2015-05-18）.
- Pitts-Taylor, Victoria. . Greenwood Publishing Group. 2008  [2018-05-25]. ISBN 0313341451. （原始内容存档于2016-05-14）.
- Brandes, Steven B.; Morey, Allen F. . Springer. 2013  [2018-05-25]. ISBN 1461477085. （原始内容存档于2016-05-08）.
- Freberg, Laura A. . Cengage Learning. 2009  [2018-05-25]. ISBN 978-0-547-17779-3. （原始内容存档于2013-06-13）.
- Ghaem-Maghami, Sadaf; Souter, William Patrick. . Price, Pat; Sikora, Karol  (编). . CRC Press. 2014. ISBN 978-1-4822-1494-9.
- Andriole Jr., Gerald L. . Elsevier Health Sciences. 2013  [2018-06-02]. ISBN 1455773166. （原始内容存档于2016-05-21）.
- Collins, Eve; Drake, Mandy; Deacon, Maureen. . SAGE. 2013  [2018-06-02]. ISBN 1446274683. （原始内容存档于2014-07-09）.
- Schatzberg, Alan F.; Cole, Jonathan O.; DeBattista, Charles.  1. American Psychiatric Pub. 2010  [2018-06-02]. ISBN 1585623776. （原始内容存档于2014-07-09）.
- Swancutt, Diana M. . Penner, Todd C.; Stichele, Caroline Vander  (编). . Brill. 2007  [2018-06-05]. ISBN 978-90-04-15447-6. （原始内容存档于2013-06-13）.
- Neil, L.; Sigal, Pete; Chuchiak, IV, John F. . Duke University Press. 2007  [2018-06-05]. ISBN 0822366703. （原始内容存档于2016-06-10）.
- Adams, J. N. . Johns Hopkins University Press. 1982.
- Momoh, Comfort. . Momoh, Comfort  (编). . Radcliffe Publishing. 2005  [2018-06-08]. ISBN 978-1-85775-693-7. （原始内容存档于2013-06-15）.
- Shrage, Laurie J.; Stewart, Robert Scott. . Broadview Press. 2015  [2018-06-08]. ISBN 1770485368. （原始内容存档于2021-07-17）.
- Labuski, Christine. . SUNY Press. 2015  [2018-06-11]. ISBN 1438458851. （原始内容存档于2021-07-17）.
- Seidman, Steven; Fischer, Nancy L.; Meeks, Chet. . Taylor & Francis. 2006  [2018-06-14]. ISBN 978-0-415-38648-7. （原始内容存档于2013-06-15）.
- Balcombe, Jonathan. . Macmillan. 2007  [2018-06-16]. ISBN 978-1-4039-8602-3. （原始内容存档于2013-06-15）.
- Fuller, Linda K. . Macmillan. 2008  [2018-06-25]. ISBN 978-1-4039-8405-0. （原始内容存档于2013-06-13）.
- Crawford, Mary; Unger, Rhoda.  4th. Boston: McGraw Hill. 2004.
- Gould, Stephen Jay. . Harvard University Press. 2002  [2018-07-01]. ISBN 978-0-674-00613-3. （原始内容存档于2013-06-14）.
- Miller, Geoffrey. . Random House Digital. 2011  [2018-07-01]. ISBN 978-0-307-81374-9. （原始内容存档于2013-06-14）.
- Hall, Brian Keith. . University of California Press. 2005  [2018-07-08]. ISBN 978-0-12-319060-4. （原始内容存档于2013-06-13）.
- Fishbeck, Dale W.; Sebastiani, Aurora. . Morton Publishing Company. 2015. ISBN 1617314390.
- Kotpal, R. L. . Rastogi Publications. 2010. ISBN 978-81-7133-891-7.
- Bagemihl, Bruce. . Macmillan. 2000  [2018-07-08]. ISBN 978-1-4668-0927-7. （原始内容存档于2013-06-13）.
- Girshick, Lori B.; Green, Jamison. . University Press of New England. 2009  [2018-07-08]. ISBN 978-1-58465-683-8. （原始内容存档于2013-06-13）.
- 楊麗珍; 林嘉; 吳躍進. . 林鬱文化出版. 2004  [2018-07-09]. ISBN 978-957-452-894-3. （原始内容存档于2018-07-09）.
- 黃克武. . 聯經出版公司. 2016-04-13. ISBN 9789570846935.
- 高罗佩. . 商務印書館. 2007. ISBN 7-100-04540-1.
- Dixson, Alan F. . Oxford University Press. 2012  [2018-07-18]. ISBN 978-0-19-954464-6. （原始内容存档于2013-05-11）.
- Balcombe, Jonathan Peter. . University of California Press. 2011  [2018-07-18]. ISBN 978-0-520-26024-5. （原始内容存档于2013-05-27）.
- Rosenzweig, Mark R.; Leiman, Arnold L.; Breedlove, Marc. . Sinauer Associates. 1996. ISBN 978-0-87893-775-2.
- Blumberg, Mark S. . Oxford University Press. 2009  [2018-07-25]. ISBN 978-0-19-988994-5. （原始内容存档于2013-06-15）.
- Blackledge, Catherine. . Rutgers University Press. 2003  [2018-07-25]. ISBN 978-0-8135-3455-8. （原始内容存档于2013-06-13）.
- Rosevear, Donovan Reginald. . London: Trustees of the British Museum (Natural History). 1974. ISBN 978-0-565-00723-2.
- Gordon, David A.; Katlic, Mark R. . Springer. 2017: 259  [2018-09-03]. ISBN 1493965549. （原始内容存档于2021-08-08）.